# スペイン料理

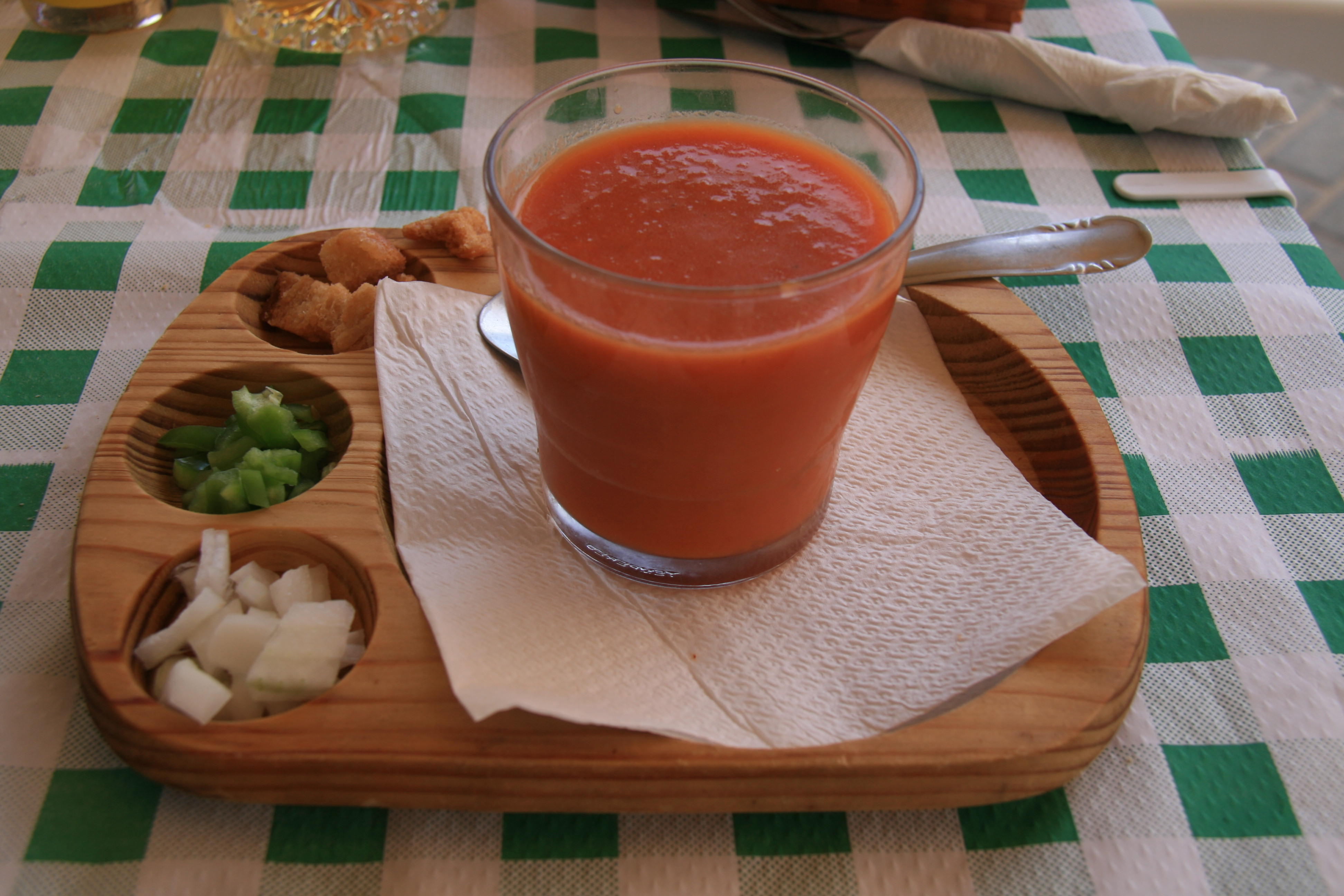
ガスパチョ

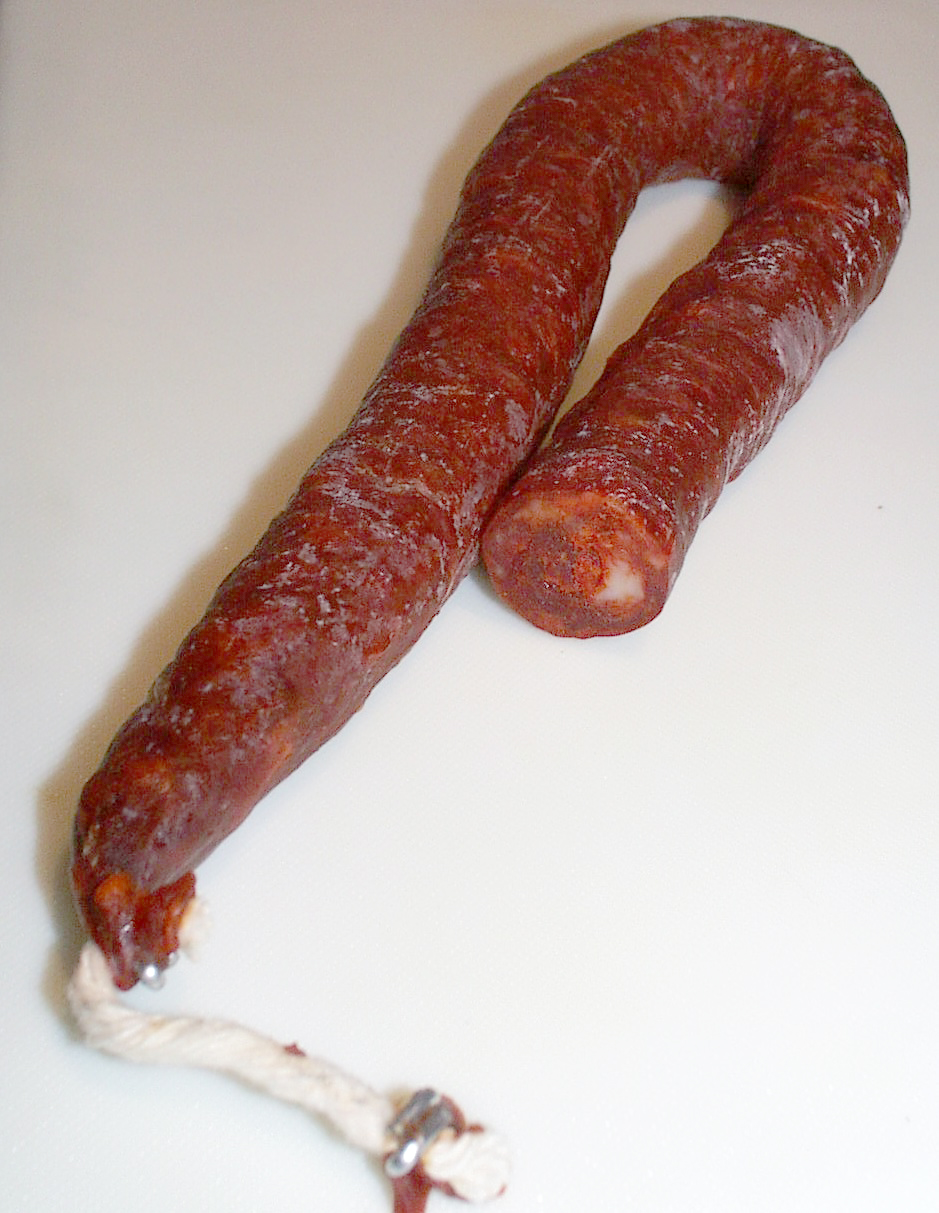
チョリソ

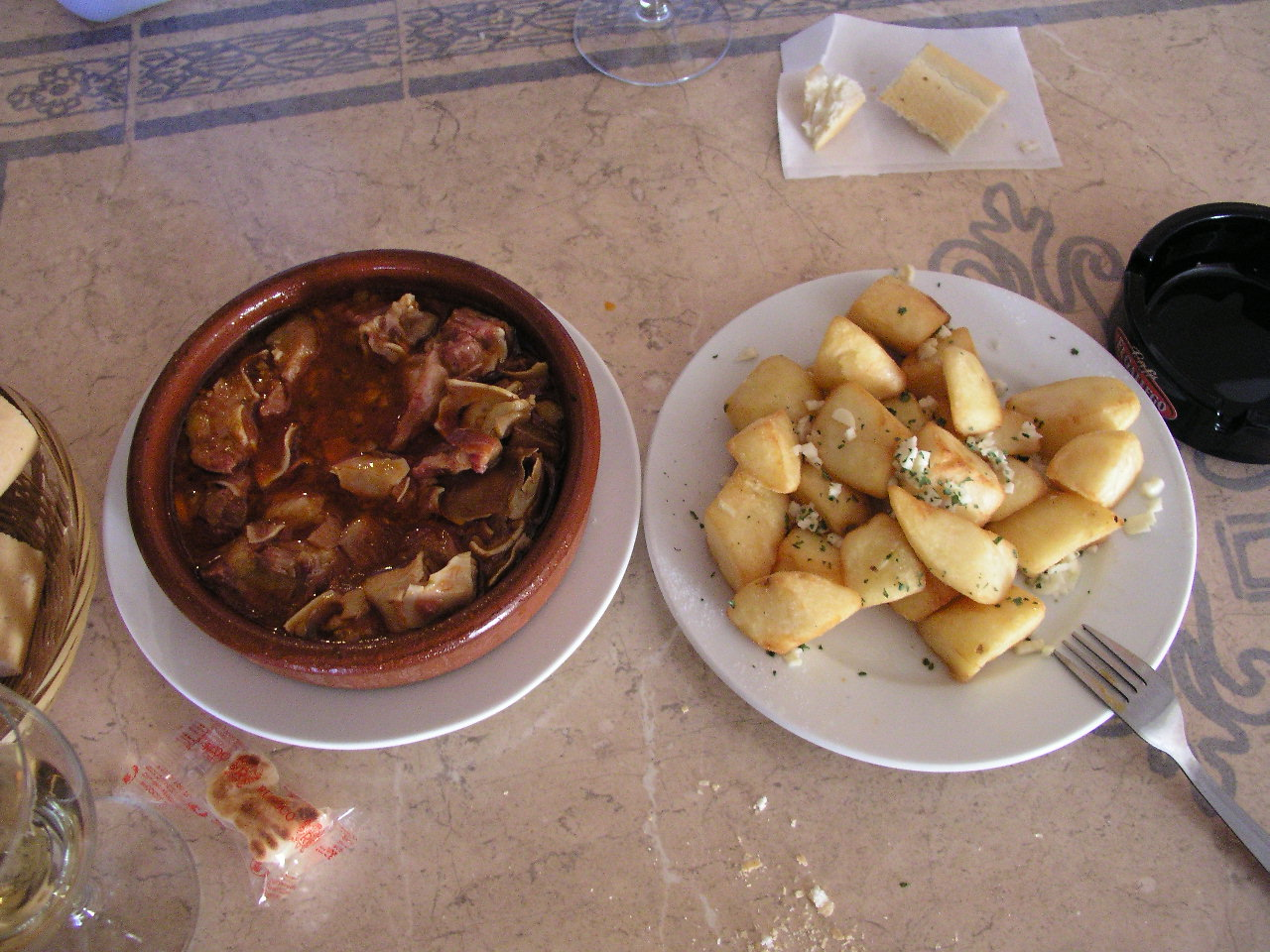
ブタの耳とフライドポテト

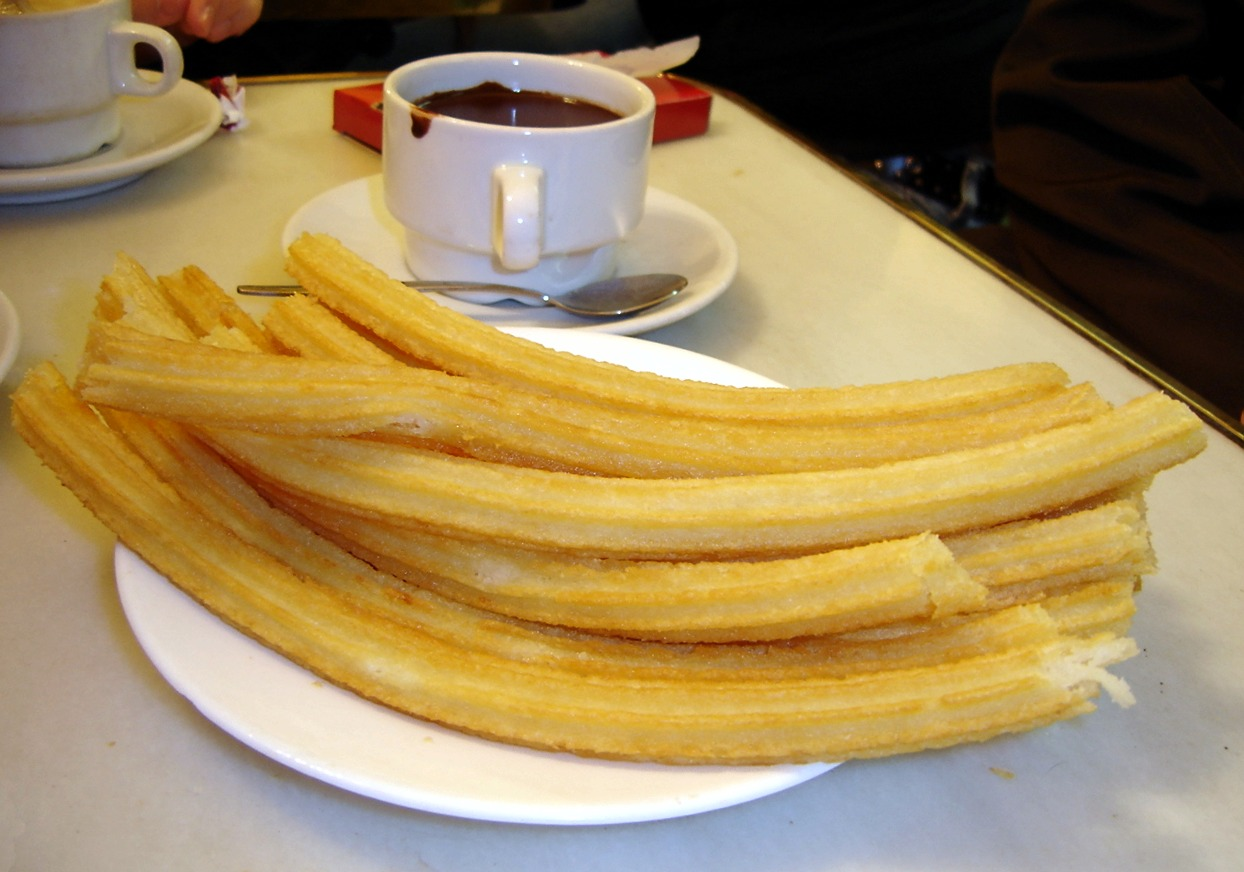
チュロス

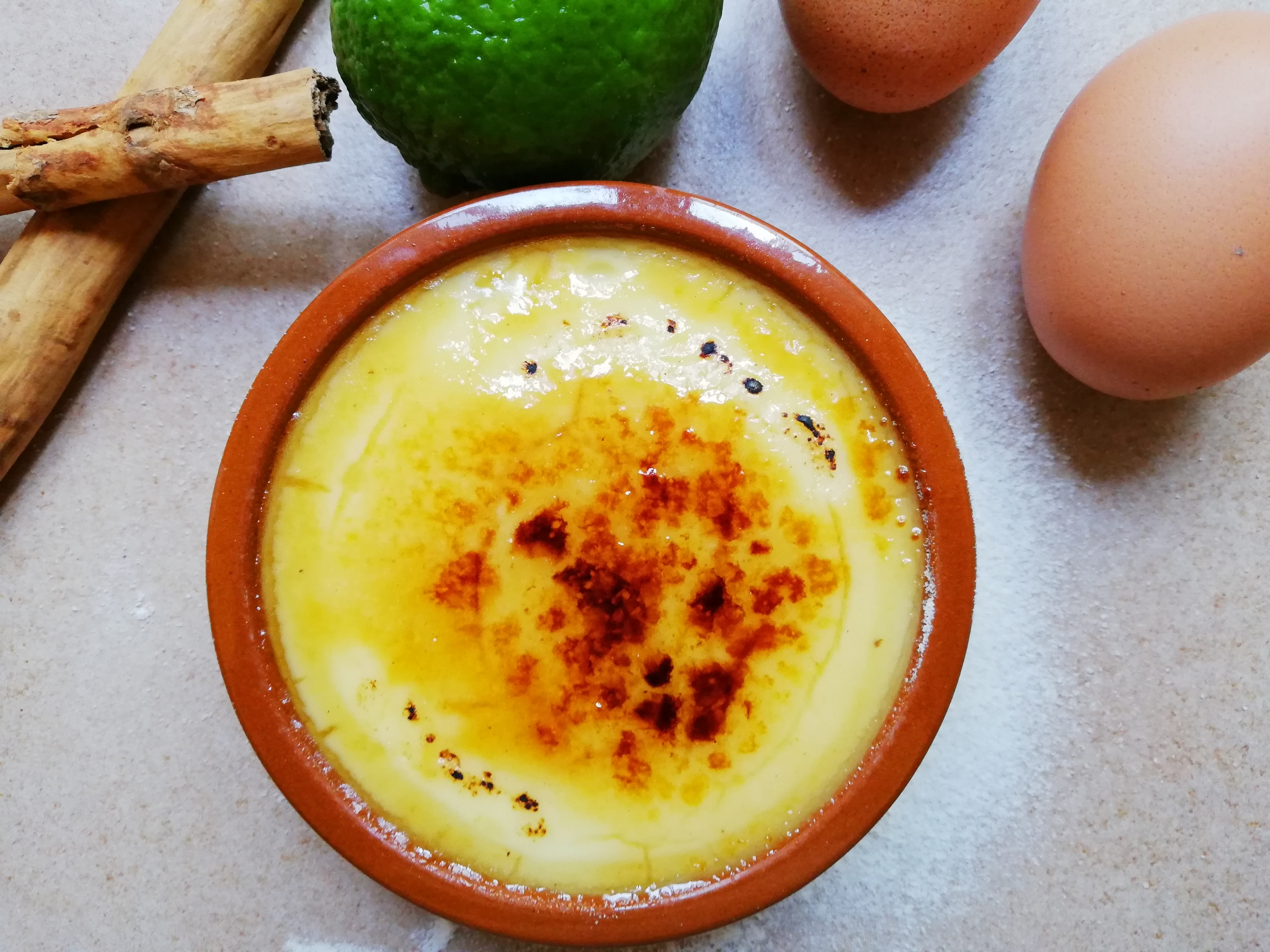
クレマカタラーナ

スペイン料理（スペインりょうり、スペイン語: Cocina española）とはスペイン固有の料理のことであり、イベリア半島の山の幸と地中海の海の幸をよく生かした料理で知られる。2010年、イタリア料理、ギリシア料理、モロッコ料理と共に、スペイン料理が、地中海の食事としてユネスコの無形文化遺産に登録された。

## スペイン料理の地域性と特徴

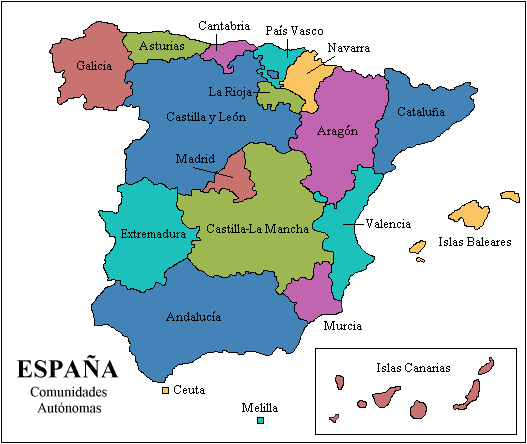
スペインの行政区画

スペイン料理の特徴として素材を生かした調理があり、地方にはそれぞれの地域の特産品を生かした独特の料理がある。イベリア半島は「ヨーロッパの尾」「アフリカの頭」と言われ、古来から異なる民族・文化・宗教が交差しており、スペインの食文化はイベリア半島の歴史的背景の影響を受けている。
スペインは地方によって気候や風土、文化、習慣が異なるため、材料やその調理方法は様々で、事実上スペイン料理として一括りにはできない。スペイン料理の地域差を表した言い回しに「スペインのどこに行ってもあるものはワイン、オルチャータ、クァハダ（素焼きの壺に入れられたヨーグルト）だけ」というものがある。「北では煮込み、中部では焼きもの、南部ではフライ」と、地域ごとの調理法の違いを表した言葉もある。しかし、スペイン料理の根底には、同じイベリア半島のポルトガル料理と同じく、各家庭ごとに異なるレシピを持つ「デル・プエブロ（民衆の料理、del pueblo）」の精神が根付いている。
地方料理の分類方法については定説がなく、20世紀後半の料理紹介ではその時々のスペインの行政区画に従って、それぞれの地域で食べられている料理の特色を列挙していることが多い（スペインの地方行政区画も参照）。国内全ての地方や社会階級で食べられている「国民料理」に相当する料理は長らくの間存在していなかったが、1960年代の観光産業の発展の結果、各地の郷土料理が「国民料理」に分類されるようになった。こうした中でカタルーニャ、バスク、ガリシアの地域ナショナリズムが抑圧されたフランコ独裁政権では、カスティーリャ地方のコシードが国民料理に据えられ、他地域の全ての煮込み料理がコシードから派生したと喧伝された。
全ての地方料理に共通する事項としては、オリーブオイルが使用されることが挙げられる。オリーブオイルの生産に伴って輸送業、輸出業も発達し、オリーブオイルはスペインの食文化のみならず経済の基盤にもなっている。「新しいスペイン料理」（ヌエバ・コシーナ、nueva cocina）においてはデザートにもオリーブオイルが使われているが、一方で個性の強いオリーブオイルをすべての料理に使用することを避けて料理によって油を使い分ける傾向もある。
世界一歴史の古いソースと言われるアリオリソース (Alioli)をはじめ、焼いた鶏肉からにじみ出る油を使ったチリンドロン (Chilindron) など、多くのソースが料理に使われている。特にバスク、アラゴンといったスペイン北東部は、特徴的なソースが使われる地域として知られる。しばしばスペイン料理は香辛料がふんだんに使われている印象をもたれるが、こうした先入観とは裏腹に香辛料はあまり使われない。しかし、18世紀以前のスペイン料理には過剰とも言われるほどの香辛料が使われていた。
スペインには変わり種のパンは存在していないが、ミガスなどの残り物のパンを生かした多くの料理が生まれている。固くなってしまったパンは「石」を意味するピエドラ (Piedra) と呼ばれるが、「固くなったパンもスープに入れれば美味しくなる」という意味の「石でも煮れば柔らかくなる」という格言が存在する。
スペイン人は食生活に対して保守的な傾向があると言われているが、20世紀末になって珍しい外国の料理を供するレストランが大都市で増加し、若年層を中心に人気を博している。タパスやピンチョスなどの伝統的なスペインのファーストフードとは異なる、ハンバーガーやフライドチキンなどの外来のファーストフードも若年層に好まれているが、児童の肥満の原因がファーストフードにあるという指摘も出されている。

## 歴史

### スペイン王国成立前

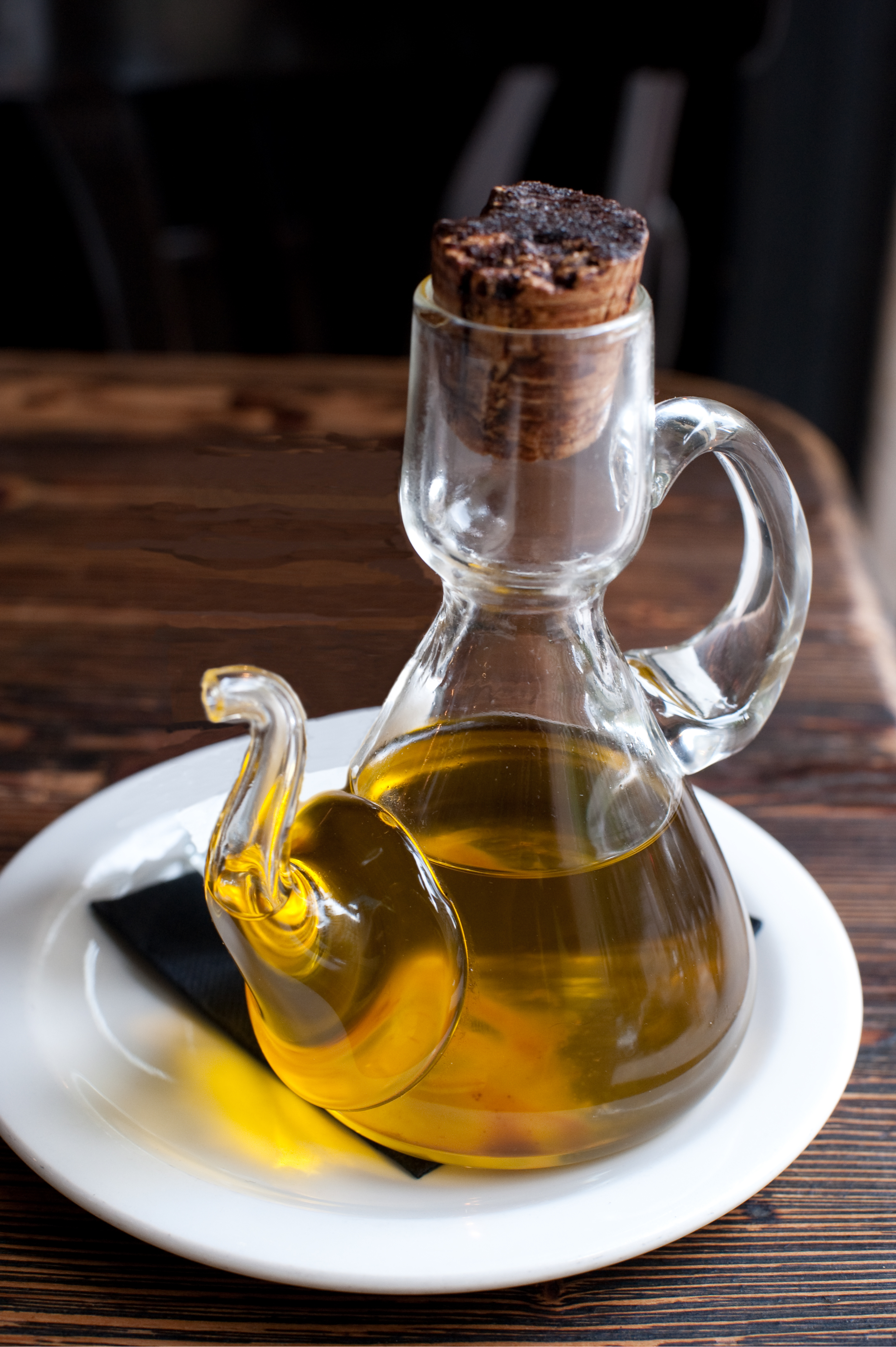
瓶に入れられたオリーブオイル

紀元前、古代ギリシャ人によってオリーブが、フェニキア人によってワインの原料となるブドウがイベリア半島に持ち込まれる。また、古代ギリシャ時代のスペインでは、肉、魚を塩漬けにして調理・保存する技術が発達していた。
ローマ帝国の時代に、スペイン料理の基盤が形成される。ローマ人によって、スペイン料理に欠かせないオリーブオイルの製法とニンニク、パンの原料となる小麦、ブタがイベリア半島にもたらされた。具の形が崩れるほど煮込んだ料理、加熱前に時間をかけて食材に下味をつけるスペイン料理の調理法には、ローマ人の影響が見られる。ローマ時代の記録には、ハモン・セラーノに連なる伝統的な肉の塩漬けの記述が現れている。
1世紀の地理学者ストラボンはトゥルデタニア（後世のアンダルシア地方）について、「ワイン、穀物、オリーブオイルの輸出地であり、多くの家畜が飼われている」と記し、これに対して内陸部の食生活について「ドングリとそれを加工したパンを食べ、ワインではなくビールを飲み、オリーブオイルの代わりにバターを使う」と記録している。
4世紀のゲルマン民族の大移動によって西ゴート族がイベリア半島に移り、彼らはビールの原料となるホップを持ち込んだ。
8世紀にイベリア半島に到達したイスラム教徒の手を経て、スペインに米がもたらされた。イスラム教徒は米のほかに灌漑農業、ナスやタマネギなどの蔬菜を伝え、パン食中心のキリスト教徒の食生活は大きく変化した。新大陸由来のものを除き、スペイン南部で使われる食材のほとんどはイスラム支配時代に起源を持つ。アラブ由来の菓子としては砂糖とアーモンドを使ったマサパン (Mazapán) があり、15世紀初頭のアラゴン王国では砂糖を使った菓子が名物として知られていた。
アッバース朝のハールーン・アッ＝ラシードに仕えていた宮廷音楽家ジルヤーブ（ズィリアーブ）がコルドバの宮廷に身を寄せた時、バグダードの料理書と大量のシナモンのほかに、食卓の調度品などのアラブ料理の文化がイベリア半島に伝わった。最初にスープ、次に肉類、最後にデザートを出す、スペインの庶民の間で一般的な三部構成のコースは、ジルヤーブの与えた影響が強いと考えられている。食材、料理、調度品以外に、アラビア語から食に関する言葉も輸入された。
ユダヤ教徒の食文化もスペイン料理に影響を与え、ユダヤ料理のアダフィナ (Adafina) は、オリャ・ポドリーダ (Olla podrida) などの煮込み料理の基礎となった。
カタルーニャ出身の料理人は中世ヨーロッパで高い評価を受け、1324年にイギリス宮廷に仕えていたカタルーニャの料理人が『サント・ソヴィの書』という料理書を著した。

### スペイン王国成立後

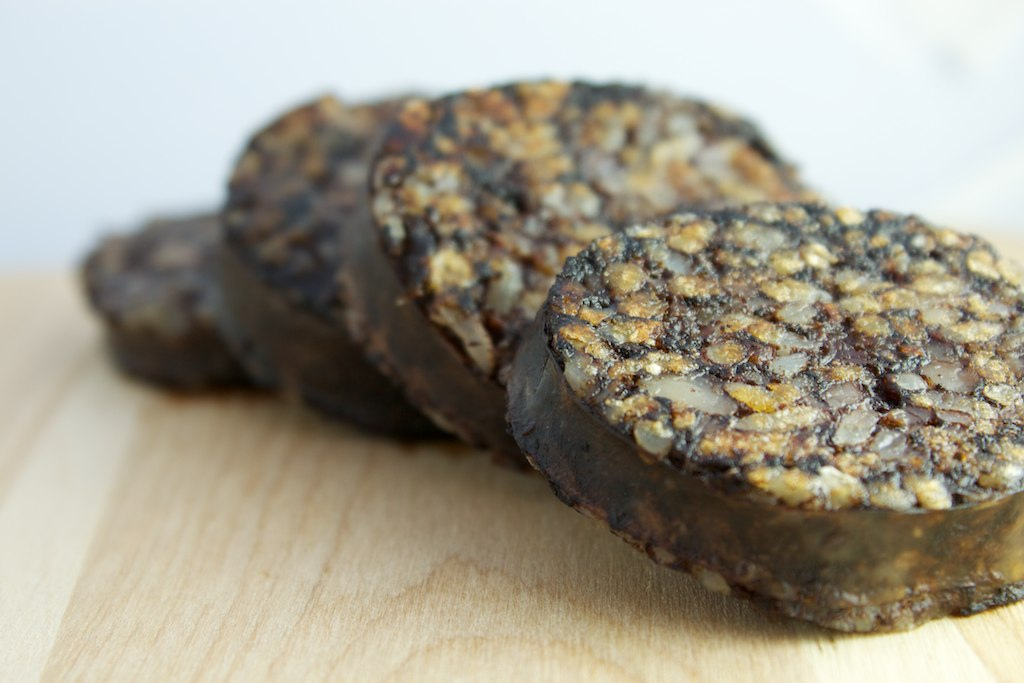
豚の血入りソーセージであるモルシージャ。ユダヤ教からキリスト教への改宗者たちは、ユダヤの禁忌を犯してこのソーセージを食べなければならなかった。

大航海時代、新大陸からもたらされたトマトやトウガラシは、スペインの食生活全体に影響を与えた。ジャガイモ、トマト、カボチャ、ピーマンなどの新大陸由来の野菜が多く使われるチャンファイナソースはクリストファー・コロンブスがもたらしたソースと言われる。
15世紀から17世紀にかけてのスペイン黄金世紀にはスペイン宮廷で華やかな宴会が開かれていたが、財政が厳しくなった17世紀半ばからは、十分な食事を用意できなかった日もあった。黄金世紀の民衆は飢餓と隣り合わせの状況に置かれており、17世紀に農民の窮乏は極まり、粗末な食事しか口にできなかった。飢饉と隣り合わせの状況、多くの人間が行き交うイベリア半島の立地より、スペインでは保存・携行に長けた料理が好まれるようになった。ハモン（ハム、Jamón）、ソーセージ、バカラオ (Bacalao)、チーズなどの保存食が好まれ、発達を遂げる。
16世紀初頭、スペイン初の総合的な料理書であるルペルト（ルベルト）・デ・ノラの『料理の書』がカタルーニャ語とスペイン語で出版される。1611年にフェリペ4世に仕えた料理人フランシスコ・マルティネス・モンティーニョが著した『厨房、菓子、カステラ、保存食品の技』はノラの『料理の書』以上の人気を博し、1800年までに20版近く出版された。
16世紀から18世紀にかけては国と教会がスペインのカトリック化のため豚肉食を推奨し、豚肉を忌避するイスラム教徒やユダヤ教徒を迫害した。イスラームとユダヤ両方の戒律に反する煮込み料理コシード (Cocid) を食べることがカトリック教徒の倫理的名誉とされ、イスラム教徒追放後はパエリアに豚肉、魚介類（イスラームの戒律では鶏肉と一緒に料理に使用することが禁じられている）が使われるようになり、料理にも反イスラームの意思が示された。イスラム教徒を祖先とするモリスコが多いアンダルシア地方では、現在コシードにイスラームで忌避される豚肉を入れないのが一般的になっている。
18世紀のボルボン朝成立後、スペイン宮廷の食文化はフランスの影響を大きく受ける。フェリペ5世の妃エリザベッタ・ファルネーゼを通して、イタリアの食文化がスペイン宮廷にもたらされた。この世紀にコース料理におけるスープとデザートの位置づけが確立され、一般の食卓でフォークが使われるようになった。
1839年にマドリードにスペインで最初の本格的なレストラン「ラルディ」が開店する。しかし、19世紀末には民衆の飢餓は社会問題化しており、中産階級が十分に形成されていないマドリードの外食産業の発展には限りがあった。

### フランコ政権成立以後
フランコ政権下、1950年代初頭まで民衆は窮乏し、食料不足が続いた。窮状の中から既存の料理の食材を別のもので代用したスセダネオ（代用品、Sucedaneo）が考案され、カフェ・デ・マルタ（大麦のコーヒー、Café de malta）、卵の代わりに水で溶いたヒヨコマメの粉を使った卵抜きオムレツが生まれた。スペイン内戦後の全国一律の配給制度による食材の普及、闇市の隆盛により、スペイン人の食生活は大きな変化を迎える。食材不足のためにいくつかの伝統的な料理があまり作られなくなり、自家製のハムとソーセージは店で購入できる既製品に代わられていった。農民がラードの代わりにオリーブオイルを料理に使うようになったのもこの時期である。
1960年代、スペインは急激な経済発展を遂げる。観光産業と外食産業の発展に伴って地方料理が見直され、地方料理を紹介する書籍が続けて出版された。地方からマドリードやバルセロナなどの大都市への人間の移動が進むとともに、移住者の出身地の地方料理が大都市で普及し、ガリシアのポルボ・ア・フェイラやアストゥリアスのファバダなどが国民料理の地位を獲得していく。
フランコ独裁政権の後、スペイン人の多くはマスメディアを通して栄養、衛生についての観念を吸収し、栄養と健康を意識した食生活が志向されるようになる。貧困の中からスセダネオのいくつかは、ベジタリアンフードとして再評価を受けるようになった。また、1970年代にフランスで起きたヌーベル・キュイジーヌの動きに触発され、バスク地方で伝統から脱した新しい料理を研究する運動が始まった。1980年代の「なんでもあり (Vale todo)」の時代、スペインは急速に他国の文化を取り入れ、この影響は食文化にも及んだ。

## 一日の食生活

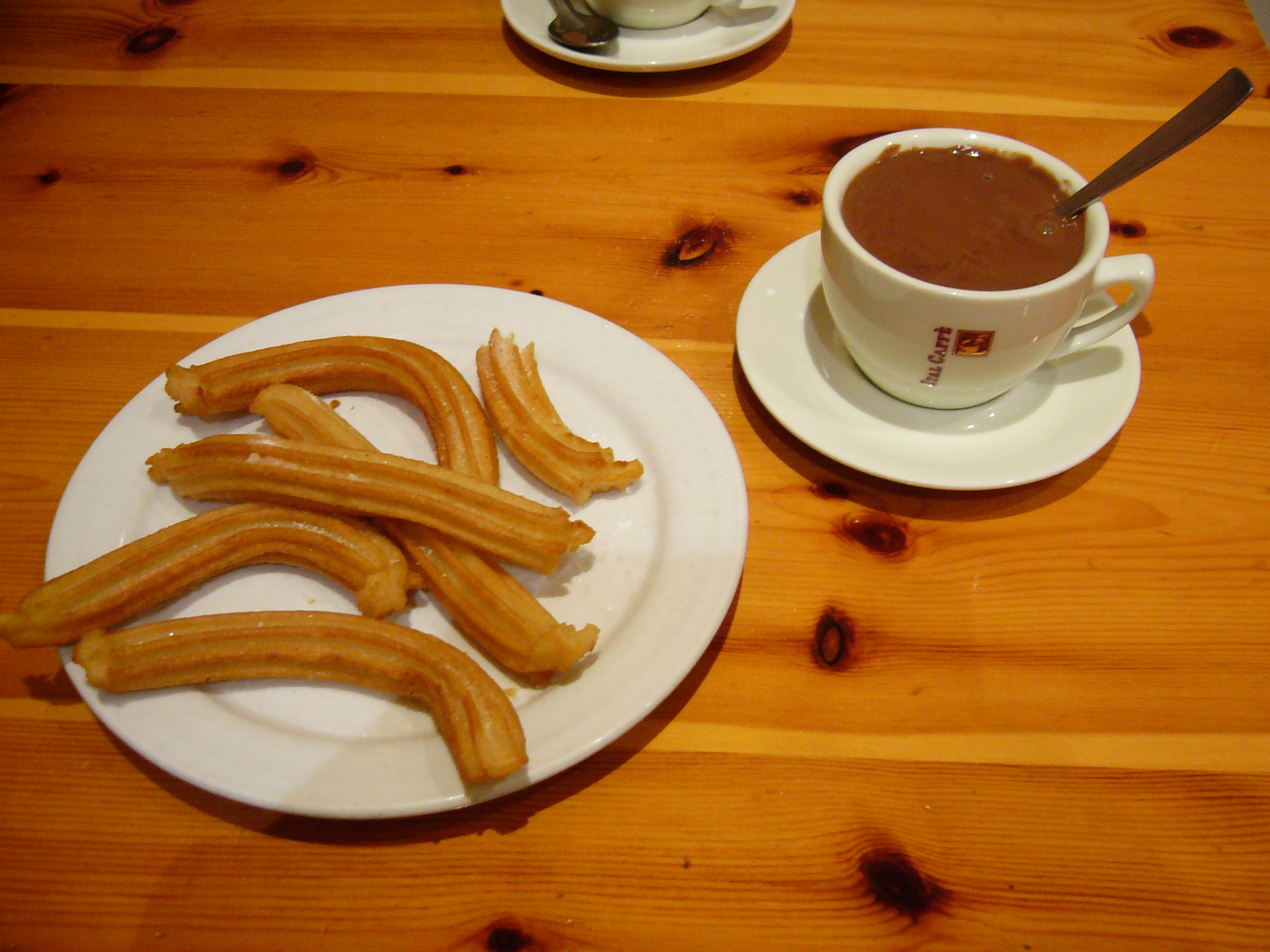
朝食の一例である、ホット・チョコレートを添えたチュロス

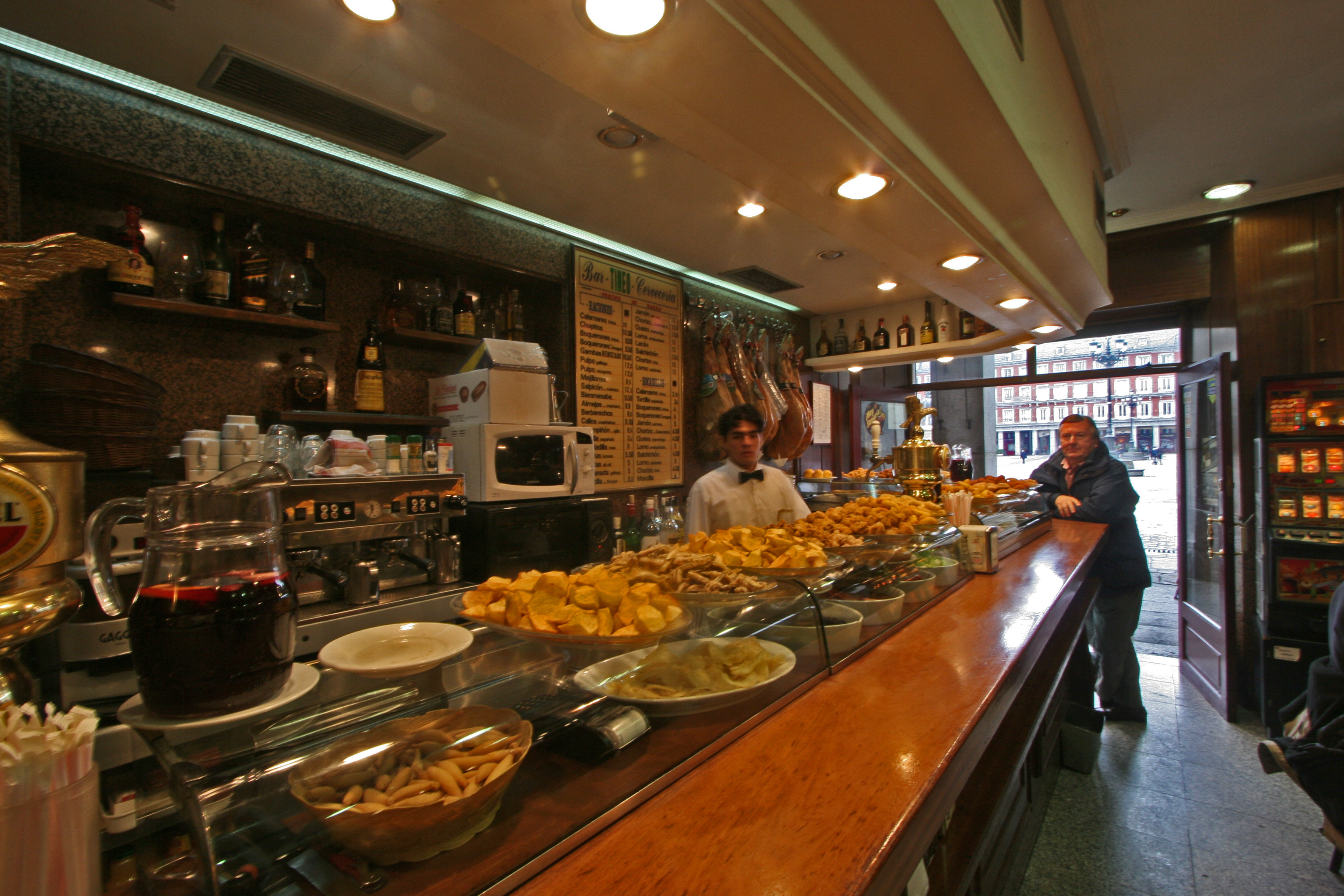
タパスが並べられたマドリードのバル

スペイン人は朝食 (Desayuno)、午前の間食（メリエンダ・メディア・マニャーナ、Merienda media Mañana）、昼食（アルムエルソ、Almuerzo）、午後の間食（メリエンダ、Merienda）、夕食 (Cena) と1日に5回の食事を摂るといわれているが、食事の回数は地域ごとに差異がある。
朝食は簡素なコンチネンタル・ブレックファストの形態をとり、カフェ・コン・レチェ（カフェ・オ・レ、cafe con leche）、菓子パン、甘味の無いラスクが食べられている。チュロス (Churros)、ポーラ (Porra) などの揚げパンとホット・チョコレートを一緒に摂ることも多い。
朝食と昼食の間にボカディーリョ（フランスパンを使ったサンドイッチ、bocadillo）などの軽食を摂り、1日の食事のメインである昼食に備える。ほか、網焼きのソーセージ、トルティージャ（オムレツ、Tortilla）、ヤリイカのフライなどが軽食とされる。
昼食はスープ、米料理や麺、メインディッシュに加えてデザートやコーヒー、紅茶がそろったフルコースの体裁をとり、会話を楽しみながらゆっくりと食事を摂る。
昼食の後にメリエンダをつまみ、夜9時以降に軽めの夕食を摂る。メリエンダはコーヒーと菓子だけで手軽に済まされるが、客が訪れた時には肉料理や魚料理などの手間の掛かるものが供されることもある。
夕食時には仲間や夫婦で居酒屋に行き、あるいは家族と一緒にスープと卵料理ほどの料理を食べる。スペイン人が夕食時に利用する居酒屋（バル、メソン、タスカ、タベルナ）のカウンターには、アンダルシア発祥の一皿サイズの酒肴（タパ、複数形のタパスの語で知られる）が多く並ぶ。居酒屋で安価なタパを取って様々な種類の郷土料理を少しずつ食べる「タペオ（タパをつまむ楽しみ、tapeo）」の文化は、スペインの食文化に欠かせない一要素となっている。
食事の時間が遅い理由についてははっきりしておらず、20世紀初頭までは昼食を正午、夕食を午後7時頃に摂っていた。

## 肉料理

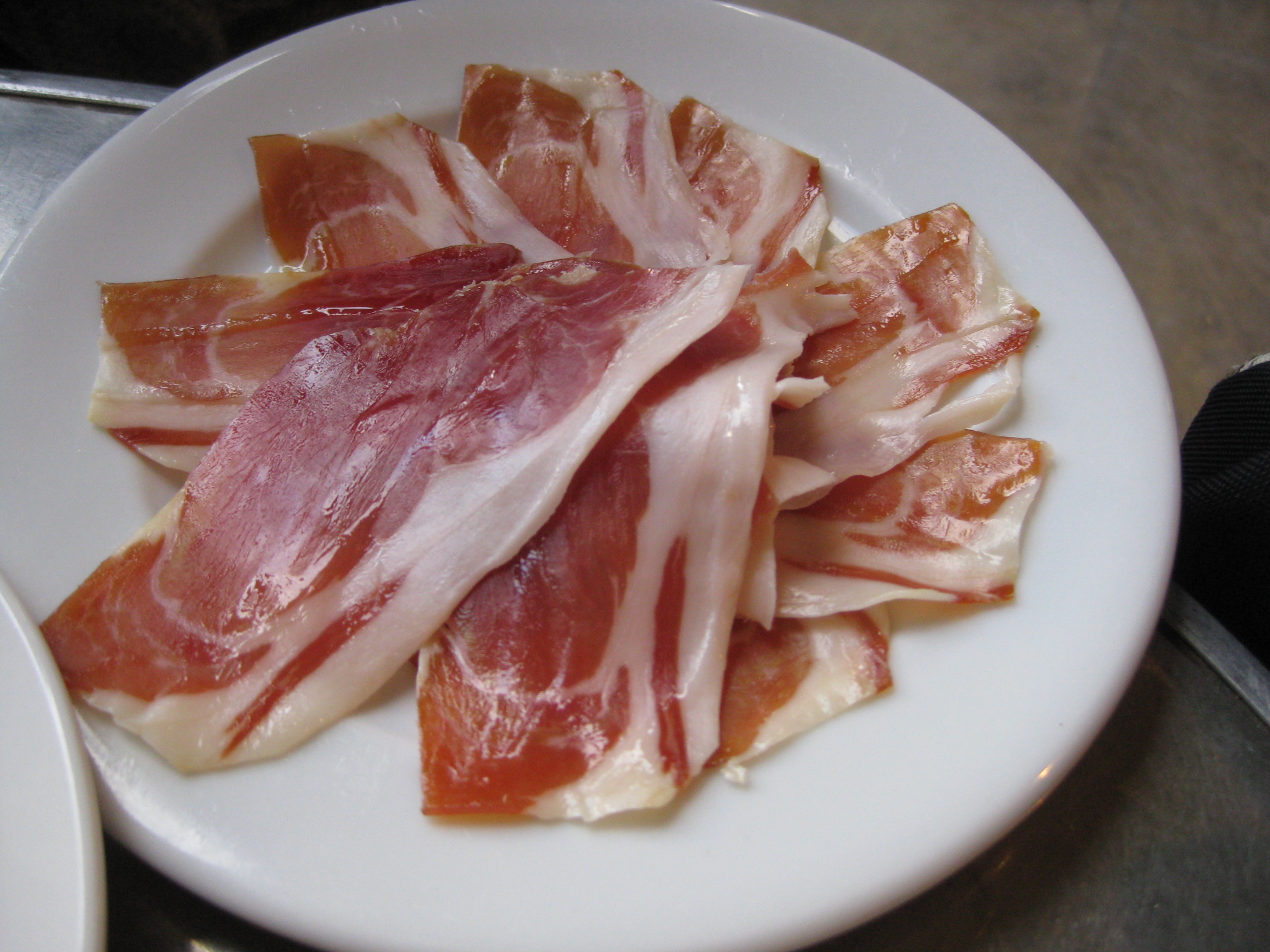
スライスされたハモン・セラーノ

豚肉と豆を使用した多彩な煮込み料理がスペイン料理の特徴の一つである。様々な豚肉の煮込み料理が生まれた背景には、16世紀から18世紀にかけての反イスラムと反ユダヤのための国を挙げた豚肉食の推進があった。さらに豚肉は保存食の素材としても需要が高く、スペインには「豚なら歩く姿まで美味しい」という言い回しまである。トウガラシやパプリカなどの香辛料が入ったソーセージ・チョリソ (Chorizo) や血入りソーセージのモルシージャ (Morcilla) が作られ、豆と一緒に煮込まれる。スペインでは猪肉も好まれ、イノシシとブタの雑種（イノブタ）の肉は珍重されている。
スペインは他の西ヨーロッパの国々に比べて早い時期に子豚や子羊を屠殺する傾向がある。生まれた直後の子豚のローストは柔らかく、肉汁と甘味にあふれ、さらに口の中に脂の後味は残らない。生後2週間ほどで屠殺された子羊のローストは美味と評価され、ヒツジが飼育されているスペインの中央部は「ローストの国」と呼ばれている。
闘牛用の牛の肉は縁起物として珍重され、赤みに含まれる濃密な味が好まれている。闘牛の尾のトマト煮は、闘牛のファンからの人気が高い。

## 魚介類

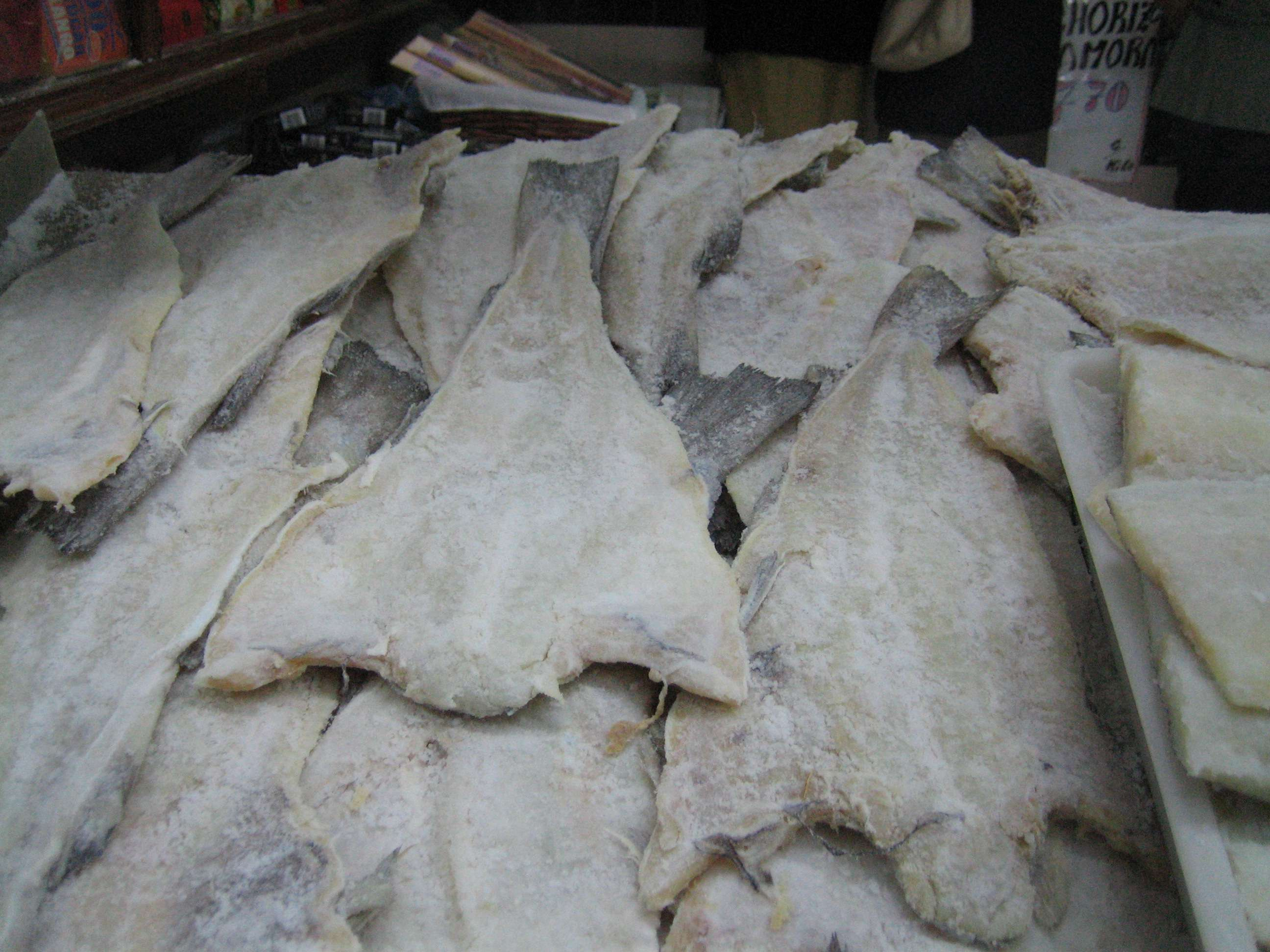
バカラオ

スペインはヨーロッパの中でも特に魚介類の消費量が多い国として知られている。スペインにおいては、脂の少ない淡白な魚が好まれ、エビやカニ類の人気が高い。
ローマ帝国時代のスペインはガルムと呼ばれる魚醤の特産地として知られていたが、イベリア半島のローマ帝国の勢力が衰退した後はガルムを使う習慣は廃れていった。豚肉を忌避するイスラム教徒とユダヤ教徒は「うろこのある魚」を多く食べ、カトリック教徒はイスラム教とユダヤ教で忌避される「うろこの無い魚」、イカ、タコ、エビ、貝も食べていた。また、かつては大斎、小斎というカトリックの精進日には肉類の代わりに魚が食べられていた。周囲を海に囲まれた立地とも相まって、時代が進むにつれて魚介類は精進食から祝祭に無くてはならない食材となった。
魚は白身魚（ペスカード・ブランコ、Pescado Blanco）と青身魚（ペスカード・アスル、Pescado Azul）に分類され、鮮度が重要視される白身魚は高級品として扱われ、安価な青身魚は加工品にされるものを除いて漁港で消費される向きがある。スペイン料理の素材には、北海で獲れたタラ、メルルーサのほか、マイワシ、クロダイ、カレイ、ヒラメ、アンコウなどの魚がある。魚の中ではメルルーサの人気が高く、貝はムール貝とアサリがよく食べられている。スズキ、クロダイ、マダイといった白身魚がメルルーサに次いで人気が高く、マドリードにはクリスマス・イブにベスーゴ・アル・オルノ（Besugo al Horno、マダイのオーブン焼き）を食べる習慣が定着している。アンコウは「庶民のイセエビ」と呼ばれ、特にアンダルシア、ムルシアを含むレバンテ地方で好まれている。ムール貝は生息する場所が汚いため、スペインの料理人は貝殻を使うことを嫌がり、殻を外した状態で料理に入れられる。
魚を塩漬け、あるいは干物にした伝統的な保存食はサラソンと呼ばれ、カルタゴの将軍ハンニバルの軍隊食に採用されていたと言われているが、中世以降サラソンの普及は停滞し、地方の料理として受け継がれている。塩漬けにしたマグロの肉を天日干しにするモハマ（Mojama）、タラやボラなどの卵を塩漬けにするウエバス（Huevas）がサラソンの一例として挙げられる。塩漬けの干物に加工したタラはバカラオと呼ばれ、水でもどして調理する。カスティーリャ地方ではバカラオがよく食材に使われるが、河川の流域、海に面した地域では鮮魚が料理の中心となっている。バカラオは精進料理の食材としても普及しており、各地の修道院にはバカラオを使ったスープ、衣揚げ、オムレツのレシピが伝えられている。
最も一般的な魚の調理法はフライであり、フライにはオリーブオイルが使われる。魚介類の調理法の特色については、5つの地域に分類できる。
- バスク - 天火か直火で調理し、赤トウガラシが使われる
- ガリシア - 茹でた料理が主体であり、淡白な味の料理が多い
- アンダルシア - フライ
- バレンシアなどの地中海南東部 - パエリアなどの米との炊き込み、魚全体を5cm程の厚さの塩で覆って天火で焼くア・ラ・サル (a la Sal)
- カタルーニャなどの地中海北部 - グリル、煮込み

## 野菜
スペイン料理に使用される野菜はコロンブスのアメリカ大陸発見後にヨーロッパにもたらされたものと、それ以前から使われていたものに大別できる。コロンブスによってスペインにもたらされた野菜はスペイン料理に定着し、スペインを通してヨーロッパ各地に伝わった。
野菜の煮込みであるメネストラ (es:Menestra)、ピストなどの伝統的な家庭料理には、多くの野菜が使われている。生野菜のサラダ、メロン、オレンジジュースなどがエントゥレメス（前菜、Entremés）にされ、乾燥した気候のカスティーリャでは、かつてはタマネギの輪切りが前菜の中心となっていた。タマネギ、トマト、レタスがサラダの組み合わせの基本であり、各自が好みの量のオリーブオイルや酢をサラダにかけて食する。
タマネギはコロンブスのアメリカ大陸発見以前から料理に使用されていた野菜の代表格に挙げられており、スペイン料理を特徴づける重要な要素となっている。中世にはタマネギを生のまま食べることが多かったと考えられているが、現代スペイン料理ではタマネギを生で食べることは少なく、加熱して調理に使われることが多い。タマネギ、ニンニクなどを刻んだものをオリーブオイルで時間をかけて加熱したものはソフリート（Sofrito）と呼ばれ、ソフリートを基にして多くのスペイン料理が作られる。タマネギの辛みを抑え、かつ焦がさないことで香ばしさを加えず、甘みを強調したソフリートの風味を生かすために、スペイン料理では香辛料の使用が控えられていると言われている。
新大陸で粥やガレットにして食べられていたトウモロコシは、古くからヨーロッパで食べられていたキビ、アワ、ソバと同じ食べ方をされていたため、スペインの農民たちに容易に受け入れられた。17世紀には、トウモロコシはキビやアワに代わる農民の主食となるが、トウモロコシとは逆にトマトは普及にいくらかの時間を要した。しかし、後にスペインは世界有数のトマトの産地となり、「トマトの時期に料理下手無し」と言われている。トマトは魚料理、野菜の煮込み料理の味付けや肉料理のソースに使われ、トマトを使った豆の煮込みは多くの地方で好まれている。19世紀初頭のスペインで「サラダ」という調理が広まり始めると、それまでに栽培されていた煮込み料理用のトマトに加えて、生食用のトマトの生産量が増加していった。かつてのスペインでは朝食にトマトをとる習慣があり、この習慣はカタルーニャのパン・コン・トマテ（Pan con Tomate）というトマト味のパンに継承されている。
スペインの食文化において豆料理はスープ、野菜料理、オードブルなどが出される、コースの一皿目の料理として供される。地域に関係なく豆料理は一皿目のメニューの中で大きな比重を占めており、スペインの食文化で豆料理から始まる食事はごくありふれたものになっている。スペインでは古くから豆類が食され、スペインの食文化において豆類は穀物と同等、もしくはそれ以上の比重を占めていた。豆料理は肉類の摂取が制限される四旬節の際に食べる料理に適しているため、キリスト教とともに普及していき、肉類を使わないヒヨコマメ入りのポタヘ（野菜の煮込みスープ）などの精進食（comida de vigilia）が教会、修道院から庶民に伝わっていった。
19世紀にアンヘル・ムーロが刊行した料理辞典にはヒヨコマメ（garbanzo）、レンズマメ（lenteja）、インゲンマメ（judías/alubias）、エンドウマメ（guisante）が豆類として挙げられており、エンドウマメは生の状態で、他の3種は乾燥させた状態で調理に用いられる。豆の煮込み料理に米を入れて味をまろやかにする調理法はエンペドラード（empedrado）と言われ、レンズマメと米を煮込んだレンテハス・コン・アロスなどの料理に用いられる。豆類の中でもたんぱく質がより含まれているレンズマメは農作物の少ない地域で栄養源として重宝されていたが、味が淡白であるために米や肉など他の食材を加えることで味に変化をつけている。インゲンマメは新大陸からもたらされた食材の中で比較的早い時期にスペインの食卓に定着し、各地で多彩な品種が栽培されている。白インゲンの生産量が多く、ファベ（fabe）と呼ばれる土地特有の大粒の白インゲンを使った豆と豚肉のスープである、アストゥリアス地方のファバーダが代表的な料理として知られている。
米や豆の種類が豊富なスペインでは、ヨーロッパの他の地域ほど多くのジャガイモは消費されていないが、トルティージャなどの料理に使われている。16世紀末にガリシアのルゴを中心とする地域でジャガイモの栽培が始まり、フランスなどの他のヨーロッパの国よりも早く食用として受け入れられたと考えられている。代表的なスペイン料理の一つに挙げられるトルティージャ・デ・パタタ（ジャガイモのオムレツ、Tortilla de Patata）はナバラで考案された料理で、19世紀に起きたカルリスタ戦争の中で地元の女性が食料が欠乏した軍隊のために考案したと伝えられている。フライドポテトはスペイン人の間でも人気が高く、エンサラーダ・ルーサ（ロシア風サラダ、Ensalada rusa）にしても食べられている。
果物についてもアメリカ大陸発見前のものと発見後のものに大別できるが、ギリシャ、ローマ、イスラーム世界からもたらされたものが主流を占めている。メロン、モモ、レモンはローマ帝国時代から栽培されていた作物であり、現在でも広い範囲で栽培されている。果物類はデザートとして食べられるほか、オードブルや付け合わせの食材としても利用される。生の果物に恵まれた環境にもかかわらず、スペインではフルータ・セカ（乾燥させた果実、Fruta seca）が珍重されているが、こうした嗜好はアラビア世界から伝わったものだと考えられている。代表的なフルータ・セカとしてアーモンドが挙げられ、アーモンドはそのまま食べられるほか、多くの菓子の材料や調味料にも使われる。

## スープ
アンダルシア発祥の冷製スープガスパチョ (Gazpacho) のほか、ニンニクのスープであるソパ・デ・アホ (Sopa de ajo)、魚介類のスープであるソパ・デ・マリスコス (es:Sopa de mariscos) が挙げられる。ポタージュやコンソメも飲まれている。

## 菓子、チーズ
スペインの菓子は、製菓の歴史において大きな役割を果たした。伝統的な菓子の製法には素朴な点に特徴があり、調理法は信仰心やノスタルジーの表現にも例えられている。イスラム教徒によって伝わった砂糖やアーモンドが修道院を通して各地に普及し、多くの修道院では中世イスラーム文化の影響を受けた伝統的な菓子が作られている。スペイン生まれの焼き菓子ビスコッチョ (Bizcocho) は、スポンジケーキの原型になったと言われている。
クリスマスにはトゥロン（ヌガー、Turron）、マサパン、ポルボローネス (Polvorones) が食卓に並ぶ。
スペインでは様々な種類のチーズが作られており、ヤギ、ヒツジ、ウシのミルクが材料に使われている。スペイン料理ではチーズは食材として使われることよりも、酒肴やデザートとしてチーズ自体の味を楽しむことが多い。カスティーリャ・ラ・マンチャ州のケソ・マンチェゴ (Queso manchego) などがスペイン産のチーズとして知られている。

## 飲料

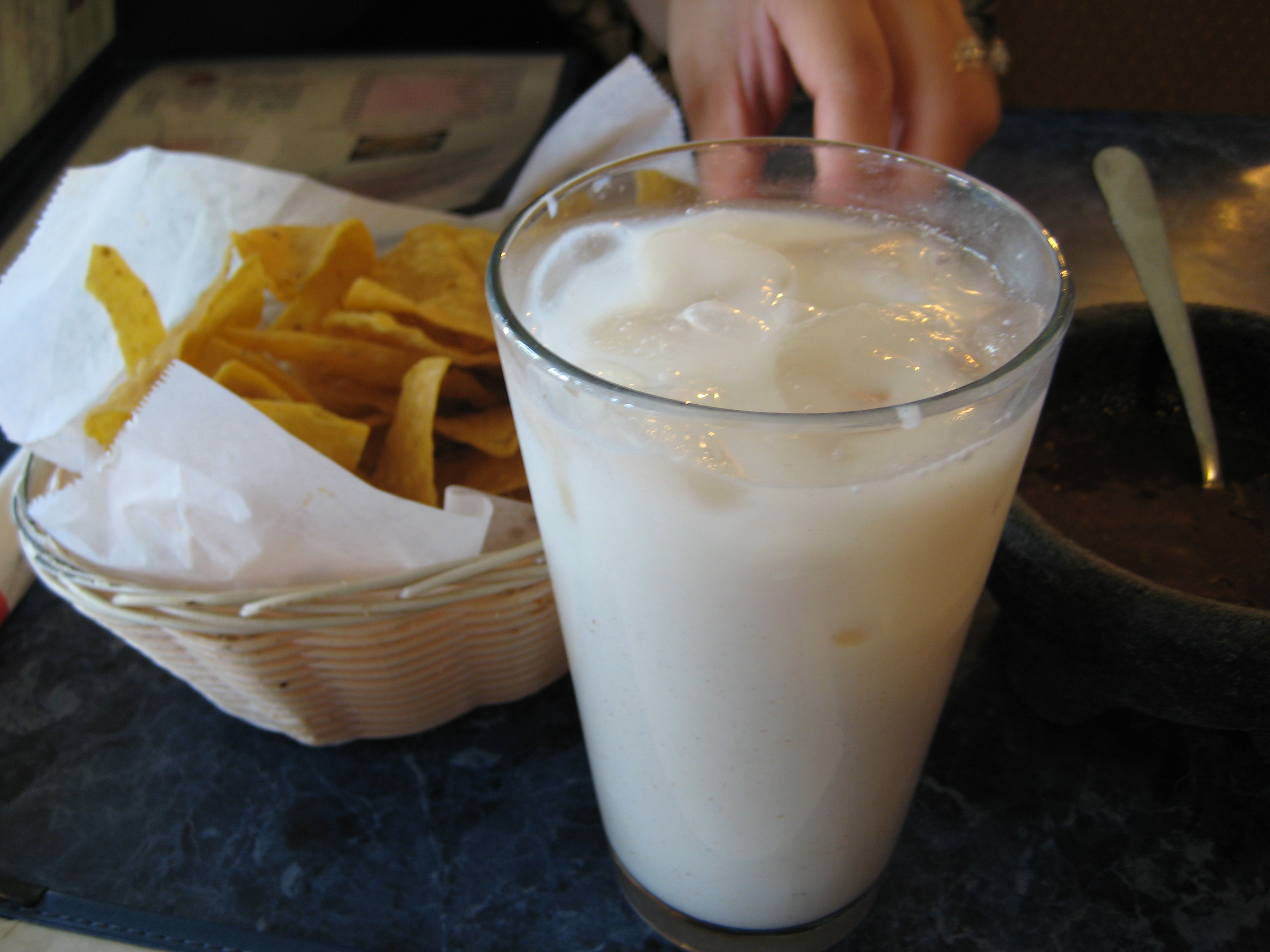
オルチャータ

スペインでは一般にコーヒーが飲まれており、以下のように種類を分けられる。また、コーヒーにブランデーを入れて飲むこともある。
- カフェ・ソロ - エスプレッソコーヒー
- コルタード - ミルク入りコーヒー
- カフェ・コン・レチェ - カフェ・オ・レ
- カフェ・ラルゴ - カフェ・アメリカーノ (Café americano) とも。量が多く薄いアメリカーノ
- カフェ・コン・イエロ - 熱いコーヒーに砂糖を溶かし、氷入りのグラスに注いで作る氷入りコーヒー

新大陸からもたらされたカカオは、スペインを窓口としてヨーロッパ各地に伝播した。1526年にエルナン・コルテスがスペイン王カルロス1世にカカオを献上し、以来スペインはカカオ豆の栽培から調理に至るプロセスを独占し、約1世紀の間チョコレートはスペイン内でのみ流通していた。17世紀に入って、チョコレートはスペイン宮廷を通してイタリア、フランスに広まっていく。朝食時には濃厚なホット・チョコレートが飲まれ、チューロやポーラを浸して食べる。子供の間では薄めのインスタントココアであるコラカオの人気が高い。チョコレートは香辛料としても使われ、ナバラではヤマウズラをチョコレートの風味を効かせたソースで煮た料理 (Perdiz en chocolate) が食べられている。
水に浸したショクヨウガヤツリ（チューファ、chufa）の地下茎をすり潰したものに、砂糖と冷水を加えたオルチャータ (Horchata, Orchata) は、スペインの夏の風物詩である。シャーベット状のグラニサード (Granizado) も人気がある。

### 酒類

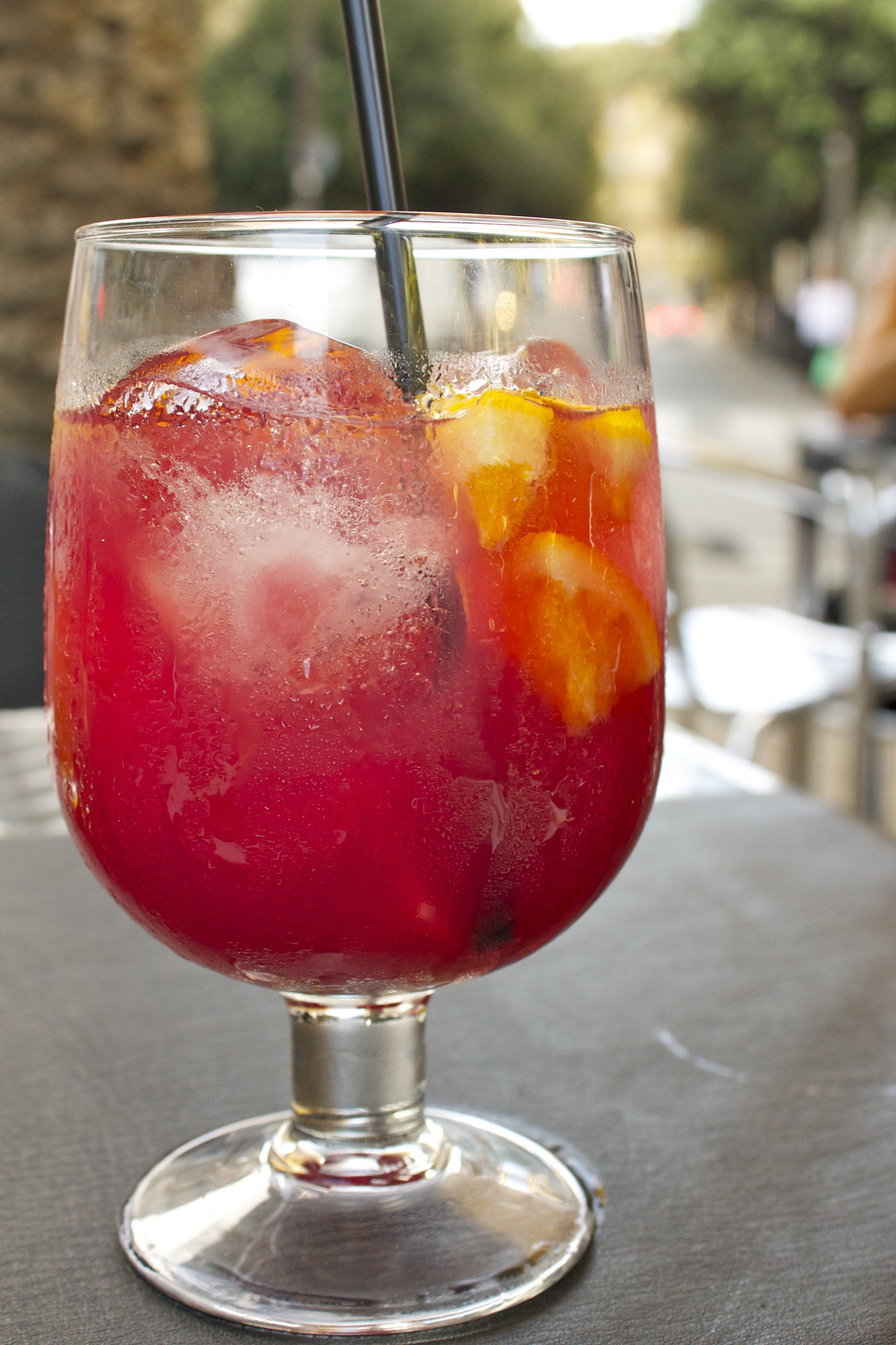
サングリア

スペインでは酒は料理と一緒に飲むものであり、食事や会話をより楽しむために供される。早朝のカフェではエスプレッソコーヒーにコニャックやアニス酒を加えたカラヒージョ (Carajillo) がしばしば飲まれ、昼食時にはビールが出されることもある。
スペインは世界有数のワインの産地として知られており、良質のワインを安価で購入できる。スペイン産ワインの中心は赤ワインであるが、比較的涼しい気候での白ワイン、カバなどのスパークリングワイン、シェリーなどの酒精強化ワイン、サングリアなどのフレーバードワインと、様々なタイプのワインが生産されている。中でもリオハの赤ワインは、フランスのボルドーワインと並んで高い評価を受けている。ガリシアでは、地元の海産物と相性のいい白ワインが多く生産されている。
イベリア半島で生産されるワインはローマ帝国時代には高い評価を受けており、イスラム教徒の支配下でもワインは飲まれ続けられた。1860年代にフィロキセラ禍を避けたボルドーのワイン業者がリオハに移り、リオハでボルドーワインに近い芳醇な風味のワインが造られるようになった。
近代までのスペインワインの評価は一部を除いて高いとは言えなかったが、20世紀末から脚光を浴びる。著名な産地には、テンプラニーリョ種による赤ワインが有名なリオハやリベラ・デル・ドゥエロ、シェリーのヘレス・デ・ラ・フロンテーラ、アルバリーニョ種による白ワインで知られるリアス・バイシャス、リオハとともに特選原産地呼称産地に認定されているプリオラートなどがある。スペイン国内のワインの年間消費量は減少したものの、高級志向が高まりつつある。
かつてのスペインで手に入る大衆的なワインは酸味が強く、水割り、あるいは蜂蜜を入れて酸味を和らげる必要があった。大衆食堂ではカセーラ（少し甘みのある炭酸水）でワインを割って飲むことが一般的になっている。ワインをジュースで割り果物を浮かべたサングリア (Sangría) はスペイン独特の飲料として知られている。若者の間ではテーブルワインを多量の炭酸水で割ったティント・デ・ベラーノ (es:Tinto de verano) は、アルコール度数が低い飲み物として若者や女性からの人気が高い。
スペインでは地元の人間が飲む地ビールが多く造られているが、地域性は徐々に薄れつつある。エストレージャ・ガリシアを除いたスペインの大手ビールメーカーのほとんどは外国資本の傘下に入っている。
アストゥリアスやバスクでは、少量ながらシドラ（リンゴ酒）が作られている。18世紀から19世紀にかけてイギリスの統治下に置かれたメノルカ島ではジンの生産が始められ、スペイン領に戻った後もジンの製造が続けられている。

## 地方の料理

### マドリード

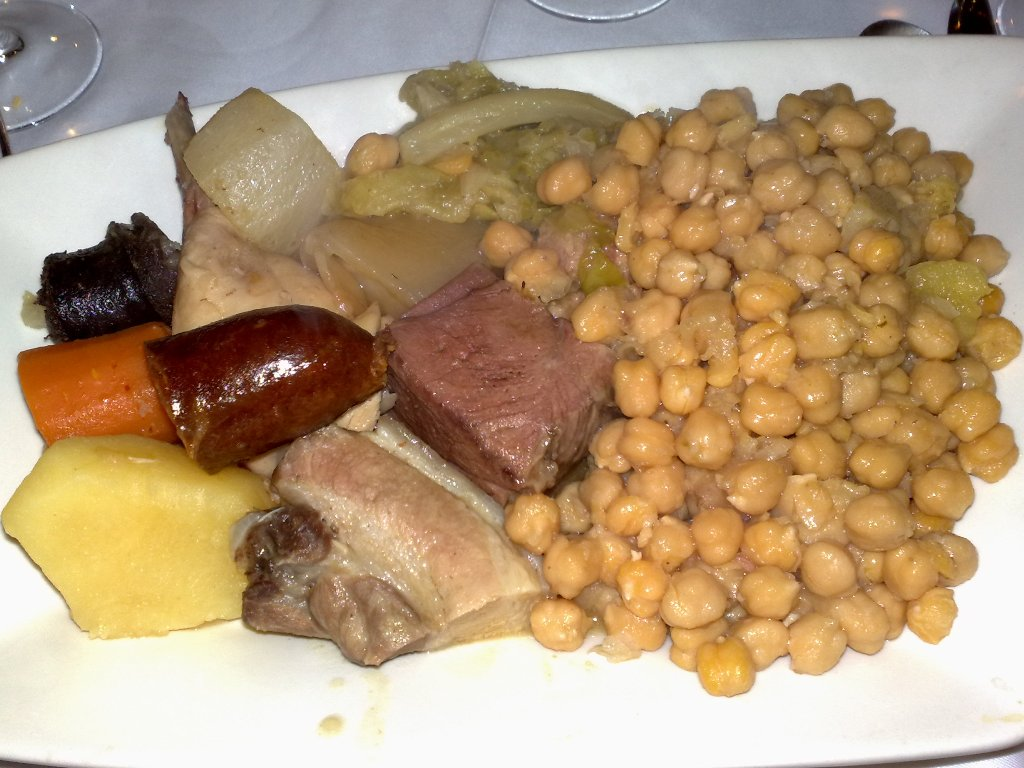
マドリード風コシード

マドリードの代表的な料理に、鶏肉、生ハム、チョリソー、ベーコンなどの肉類を豆や野菜と一緒に煮込んだコシード (es:Cocido) がある。マドリード風のコシード (Cocido madrileño) は煮込んだ具材とスープを3つの皿に分け、煮汁にヌードルを入れたスープ、野菜、肉のコース料理として供する。昼食のメインディッシュにはサケやマス、タラなどの魚料理が出されることが多い。クリスマスの時期には、タイが食卓にのぼることもある。
牛などの胃を煮込んだカジョス (es:Callos)、豚の皮を油で揚げたコルテーサ (es:Corteza) も、マドリード独特の料理である。

### カスティーリャ・イ・レオン
冬の厳しい寒さに対抗するためのシチュー、コシードが料理の中心となっている。子豚や子羊などの肉を使ったロースト料理もよく作られ、子豚のローストであるコチニーリョ・アサド (Cochinillo asado) はセゴビアの名物となっている。セゴビアの名物であるこのローストは、作家アーネスト・ヘミングウェイに好まれた。
カスティーリャ・イ・レオンの料理には豆が欠かせず、豆の入ったスープやシチューが好まれる。

### カスティーリャ・ラ・マンチャ

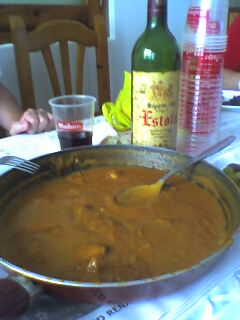
アルモラタを使ったガチャス

ラ・マンチャの料理はレオンとの共通点が多いが、貧しい農民の料理をより色濃く受け継いでいる点が異なる。窮乏した生活の中から、ミガスのほか、アルモラタ（エンドウマメの一種、Almorta）の粉を溶いて焼いたガチャス (Gachas) のような料理が生まれた。また、野生の動物が多いため、ジビエやマスを使った料理も多い。野菜の煮込みであるピスト・マンチェゴ (Pisto manchego) は、肉のローストの付け合せとして供される。
この地方ではニンニクが好まれており、ニンニクと食べ残しのパンを炒めて煮たスープが飲まれている。ラ・マンチャのソパ・デ・アホには、パプリカの代わりにサフランが使われている。
ヤギの乳で作るプリンが、ラ・マンチャの代表的なデザートとして知られる。シナモン風味のスポンジケーキに、大量のマラガ (ワイン)を加えたシロップを浸み込ませたビスコーチョ・ボラーチョ（酔っ払いのケーキ、Bizcocho borracho）はグアダラハラ名物として有名。
ラ・マンチャはサフラン、テーブルワインの生産地としても知られる。

### エストレマドゥーラ
エストレマドゥーラは修道院で発達した高級料理と、庶民の料理の双方が発達しており、対照的な2つの料理は観光産業の目玉の一つとなっている。ヒヨコマメ、バカラオ、ホウレンソウ、ゆで卵などが使われているエストレマドゥーラ地方のポタヘ（potaje estremeño）は、スペインのほぼ全土で食べられている精進食としてのポタヘの原型だと考えられている。
エストレマドゥーラは「豚の国」と言われ、豚の好物であるドングリを実らせるカシの林が繁る。エストレマドゥーラの豚は品質が高いことで知られ、モンタンチェスのハモンはアンダルシア州のハブーゴのハモンと並ぶ逸品として評価されている。チャンファイナ (Chanfaina) は豚の肝臓、腎臓、心臓、脳を煮込んだ、豚の全てを活用する農民の臓物料理である。豚肉の加工品であるチョリソが多く作られており、チョリソの中身となる豚肉のこま切れと香辛料、ハーブを長時間かけて煮込んだラ・プルエバ（「試食」の意。中身を腸に詰めて燻製にする前に試食する）も好まれている。「ラ・プルエバを食べ過ぎて気分が悪くなったら、来年のプルエバの季節まで治らない」という諺がある。
農民の料理に対する高級料理としては、ヤマウズラを野菜と共にポートワインで煮込んだアルカンタラ風ヤマウズラが挙げられる。
また、内陸地であるエストレマドゥーラではテンカ (Tenca) と呼ばれるコイ科の魚がよく食べられている。

### ガリシア

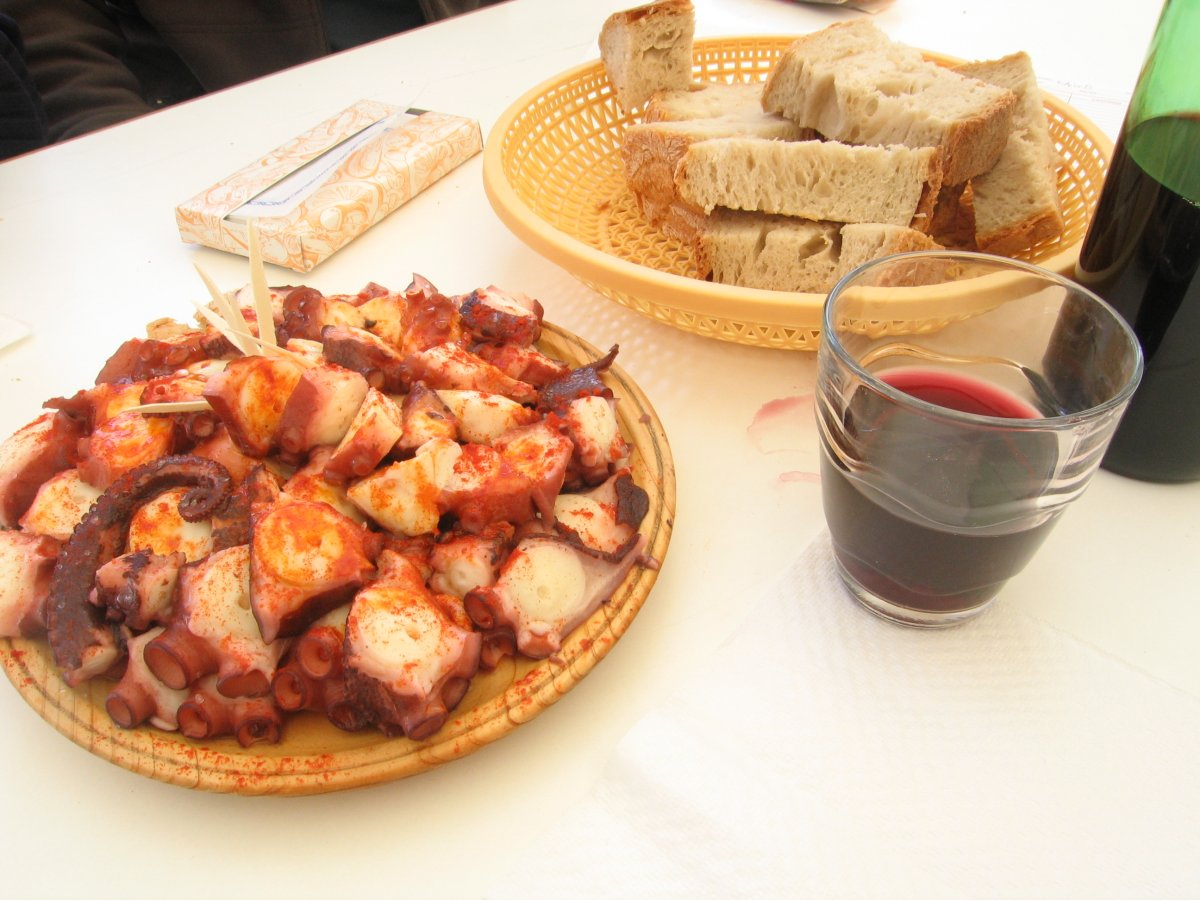
ポルボ・ア・フェイラとパン、ワイン

ガリシアでは、食材を生かしたシンプルな調理法の料理がよく食べられている。リアス式海岸で獲れた新鮮な魚介類が料理に使われており、中でもぶつ切りにしたタコにパプリカ、塩をまぶしてオリーブオイルを掛けたポルボ・ア・フェイラ (Polbo á feira) は代表的なガリシア料理として知られている。タコと並んでホタテガイを使った料理もガリシアの名物として知られており、ホタテガイはサンティアゴ・デ・コンポステーラの巡礼者のシンボルになっている。また、ガリシアの沿岸部ではホタテガイのほかに、ムール貝やカキ、珍味であるペルセベス（カメノテ、Percebes）が獲れる。
ルーゴ県、オウレンセ県の内陸部の地域では肉を使った料理が多く、豚の肩肉の塩漬けがよく使われる点に特徴がある。豚肉、ジャガイモ、カブの葉、白インゲン豆を煮込んだガリシア風スープ (Caldo gallego)、豚の肩肉とカブの葉の煮込み (Lacón con grelos) のような山の幸を生かした料理も食べられている。内陸部では畜産と酪農が盛んであり、ケイショ・デ・テティージャ (Queixo de Tetilla) などの牛乳を使ったチーズが作られている。ガリシアはパテ、パイの発祥の地とも言われ、パイで様々な具を包んだガリシアの庶民料理エンパナーダ (Empanada) は国際的に知られている。
リアス・バイシャスはスペインの他地域を比べて降水量が多いため、果皮が厚く病害に強いアルバリーニョ種を原料とした白ワインが多く作られている。ガリシアのワインにまつわる伝説の一つに、サンティアゴ巡礼でガリシアを訪れたドイツの修道士がリースリング種の苗木をもたらし、修道士のもたらしたブドウがガリシアでの白ワイン醸造の始まりになったという逸話が存在する。コマルカ・ド・リベイロではローマ帝国時代からワインが造られており、16世紀にはすでに国外でも品質を高く評価されていた。ガリシアの代表的ビールであるエストレージャ・ガリシア (Estrella Galicia) は、スペイン各地に流通している。

### アストゥリアス

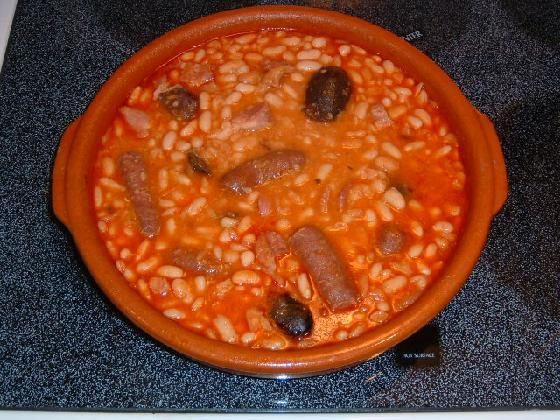
ファバーダ

厳しい冬の寒さに対抗できる濃厚な豆料理のファバーダ (Fabada) が知られる。ファバーダなどの付け合せとしてトウモロコシで作られたパンが食されるが、トウモロコシのパンはスペインの他の地域では見られない。
港ではメルルーサ、カレイなどの魚が獲れ、ウニは塩漬けに、あるいはパンに塗るパテにして食される。カルデレタ (es:Caldereta) は、南フランスのブイヤベースに似た魚介類のスープである。
アストゥリアスではリンゴを利用してシドラやリンゴ酢、さらにはシドラを蒸留したオランダ・デ・シドラというアルコール度数の高い酒が造られている。スズキやアンコウ、メルルーサなどの魚をシドラとリンゴと共に煮る調理法は、アストゥリアス独自の料理である。
アストゥリアスでは谷ごとに異なる種類のチーズが作られていると言われ、洞窟で作るチーズのカブラレスはヤギやヒツジのミルクに牛のミルクが混ぜられている。

### カンタブリア
カンタブリアの州都サンタンデールの郊外には19世紀にスペイン王室の離宮が置かれ、そのために美食文化とレストランが発達した。
カンタブリアではイワシが好まれ、パン粉やパセリをまぶしてオーブンで焼く調理法はサンタンデール風と呼ばれる。アンチョビは塩漬けに加工されるほか、フライやパイの具として、時にはスペインでは珍しく生のまま食べられる。マダイのオーブン焼きはカンタブリアからカスティーリャ地方に広まったと思われ、マドリードなどの都市ではクリスマスの料理として食べられている。11月30日のサン・アンドレス祭では、昼食にカタツムリとアンコウが食べられている。
山間部の地域では、ヒヨコマメ、肉、野菜を使ったリエバナ風煮込みなどの煮込み料理が好まれる。

### バスク

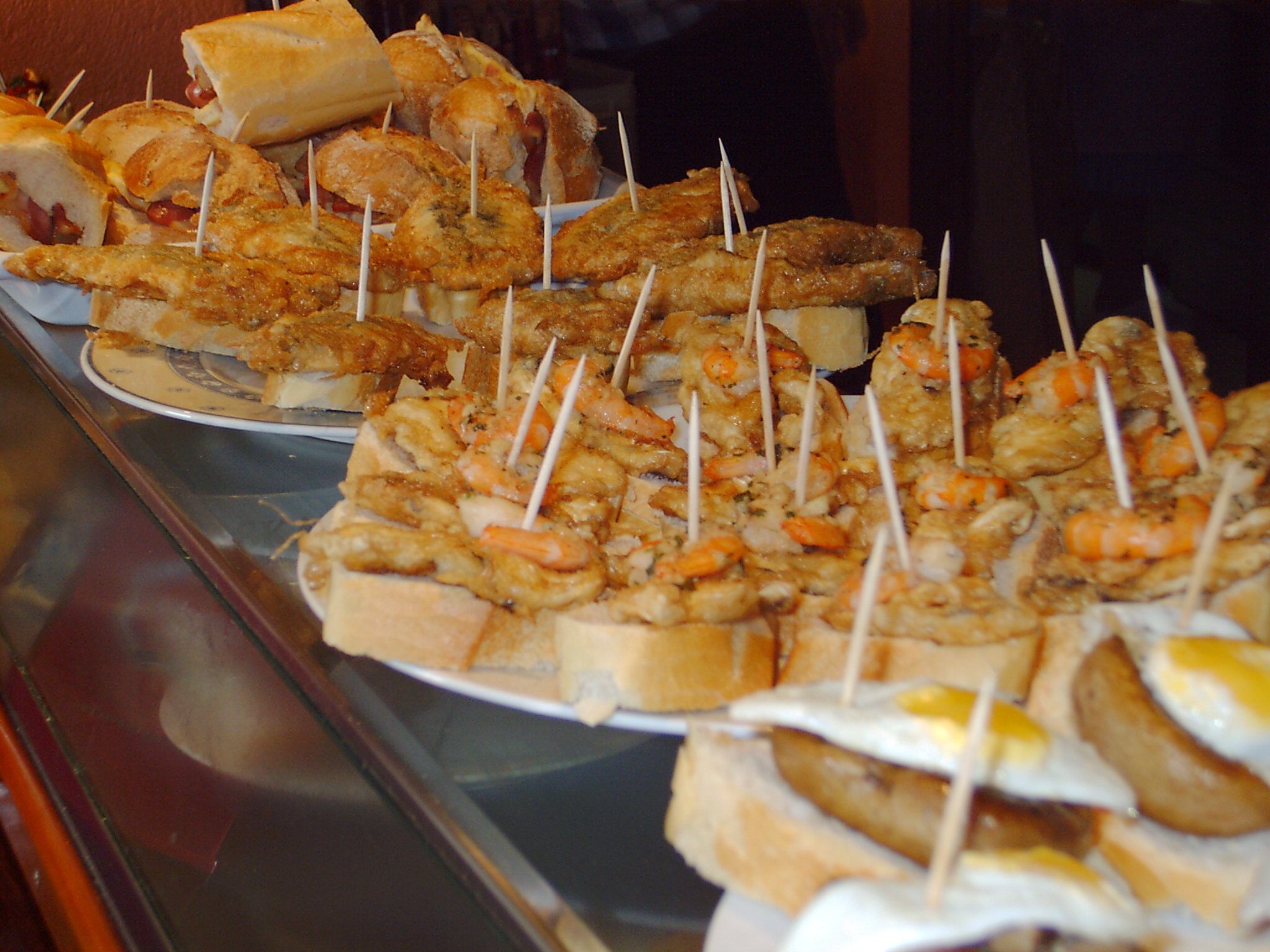
串で食材をパンに留めた伝統的なピンチョス

バスクの料理は、スペイン各地の郷土料理の中で最も美味な料理としてよく挙げられる。バスクからはヌエバ・コシーナ（新しいスペイン料理）を牽引する料理人たちが現れ、彼らの後に続こうとする若い料理人も多い。こうしたバスク料理の発展の基盤には、男性だけが入会できる料理クラブの存在がある。
バスクではタラやメルルーサなどの新鮮な魚介類を使用した料理、肉や野菜を使った料理が食べられている。味付けは塩が中心であり、スパイスはあまり使われない。油はオリーブオイルのほかにひまわり油が使われる。
バスク地方が発祥の料理としては、ウナギの稚魚のニンニク炒め、イカの墨煮などが挙げられる。メルルーサの喉肉から取ったゼラチン質ココチャは、バスク独自の珍味である。
バスクで食べられている軽食ピンチョ（ピンチョス）は、スペイン各地に普及している。
アラバ県のリオハ・アラベサは、バスク地方の中ではフランス領バスクのバス＝ナヴァールと並ぶワインの産地として有名である。ギプスコア県とビスカヤ県沿岸部では、チャコリという微発泡ワインが醸造されている。本来はチャコリは農民の自家用酒だったが知名度が上がり、バスクの名産品として認知されるようになった。バスクではリンゴ酒も造られており、バスク語ではシャガルドと呼ばれている。

### カタルーニャ

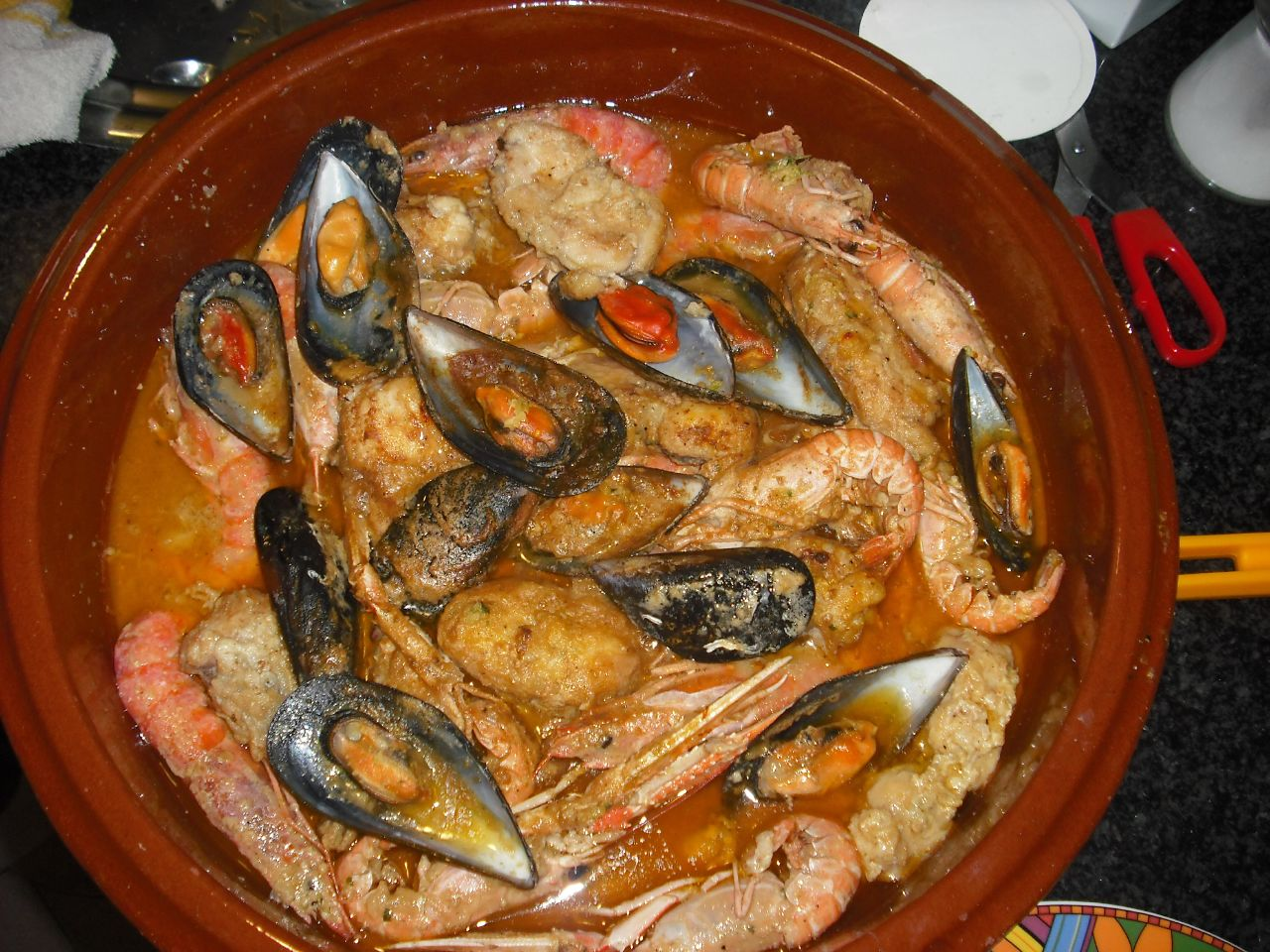
サルスエラ

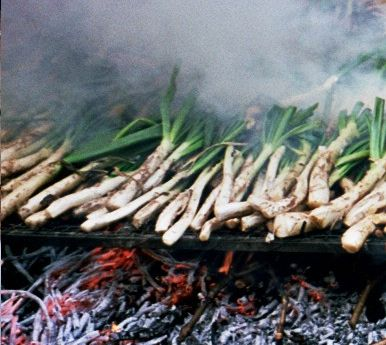
カルソッツ

カタルーニャの料理は豊富な海産物と農産物が組み合わされ、季節によって料理の差異が大きく、地域ごとの料理の差異は小さい点に特徴がある。肉類と魚介類を一緒に調理するカタルーニャ独特の嗜好はマル・イ・モンターニャ（Mar y montaña、「海と山」の意）と呼ばれ、ロブスターと鶏肉にチョコレート風味のソースをかけるランゴスタ・コン・ポージョ（Langosta con Pollo）などの料理がある。倹約の精神から他の地域では使われない食材を使い、時には奇抜な食材の組み合わせがされる。スペインのほかの地域では常食されていないRovello（アカハツタケ）という大ぶりのキノコは、秋のカタルーニャの名物である。カタルーニャのサラダであるシャトのドレッシングには、スペイン料理には珍しく、香辛料が使われている。
カタルーニャ名物のロメスク（トウガラシ入りアーモンドソース、Romesco）はアリオリソースと一緒に供され、各自がそれぞれの好みに合わせて2つのソースを混ぜ合わせる。
カタルーニャ独自のソーセージであるブティファラは、トマトソースとともにボカディーリョの具にされることもある (Butifara con tomate)。
ナスとパプリカなどを焼いたサラダであるアスカリバーダは季節を通して作られており、焼き立ての熱いまま、あるいは冷やした状態で食べられる。バカラオの裂き身と刻んだゆで卵、タマネギ、黒オリーブなどを和えたサラダのアスケシャーダ (Esqueixada) も人気があり、「バルセロナでアスケシャーダを食べたらピカソもガウディもダリも見なくていい」とまで言われている。炭火で焼いたネギであるカルソッツ (Calçots) は、秋のカタルーニャの名物となっている。
カタルーニャの魚介類の料理には、サルスエラ (Sarsuela) が挙げられる。コスタ・ブラバの名物料理スケ (Suquet) は「漁師の鍋」とも呼ばれ、多くの魚介類を煮込み、生ハムや香辛料で風味が加えられている。パンの切り口にトマトを塗ったパン・コン・トマテは素朴ながらもカタルーニャ人に好まれている。腕輪の形をした郷土菓子ロスキージャ (Rosquilla) は、ヨーロッパ全土で食べられている。

### バレンシア

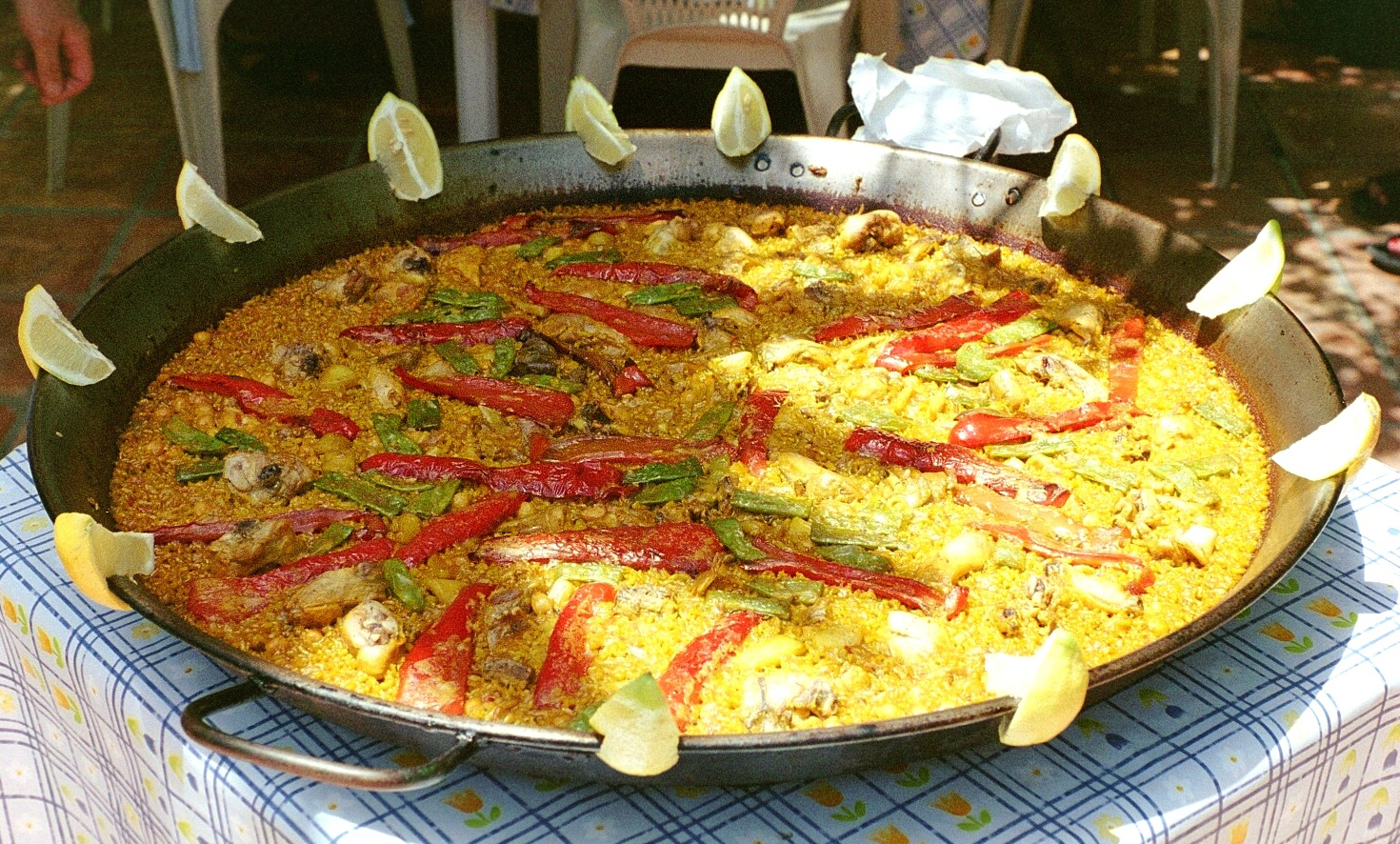
アルテアのパエリア

バレンシアの料理はカタルーニャの強い影響を受けながらも、独自性を守っている。アンダルシア地方と同じくイスラム教国の支配下に置かれていた期間が長かったため、料理にもアラブ文化の影響が現れている。
アリカンテ名物のトゥロンには、アラブの菓子の影響が見られる。
米の産地であるバレンシアではインディカ米を使った料理や菓子が多く、米料理を中心としたバランスの取れた献立が組み立てられる。1960年代の観光産業の振興に際して様々な米料理が考案され、パエリア（パエジャ、Paella）のバリエーションが生み出された。パエリアはスペイン料理を代表する料理の一つとして知られており、地方や家庭ごとに異なるレシピが存在する。パエリアの具材は魚介類、鶏肉、ウサギ肉、カタツムリなど様々であり、野菜だけで作られるものもある。伝統的なパエリアの具材は、カタツムリ、ウサギ肉、鶏肉、モロッコインゲンなどが使われる。パエリアは中南米やフィリピンのかつてのスペインの植民地にも伝わり、名前や調理法が変化した後も、米料理の一つとして現地で食べられている。
バレンシアのサルスエラにはカタルーニャのものと異なり、貝類が入っていない。

### ムルシア

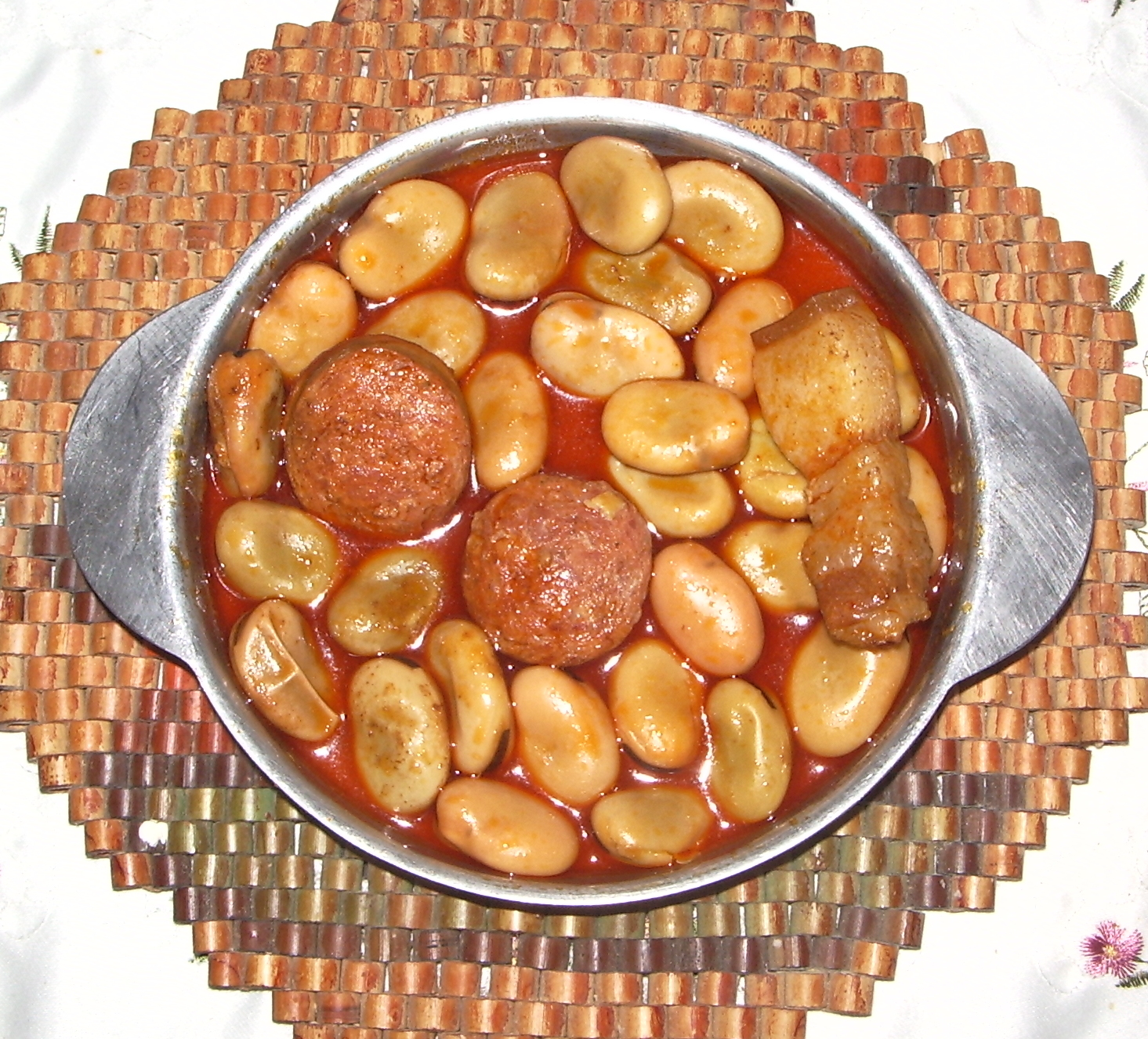
ミチロネス

ムルシアは米と野菜の栽培が盛んな地域であり、米料理との相性がいい料理が多い。トマトと焼きトウガラシの組み合わせは、ムルシア料理において多く見られる。バレンシアのパエリアはムルシアでも食されるが、肉のみのパエリア、魚介類のパエリア、イスラム教で禁忌とされる肉と魚介類を混ぜ合わせたパエリアなど、イスラム教徒の料理であるパエリアはムルシアで独自の変化を遂げた。
ソラマメはミチロネス（乾燥ソラマメを使った煮物、Michirones）やトルティージャの具などにされるほか、バルではさやが付いたままの熟していない生のソラマメが酒肴として供される。海で獲れた魚は天日干しにされ、マグロの塩干しであるモハマ (Mojama)、カラスミなどの干物が作られる。
朝食に出されるココアは濃厚であり、アラブ文化の遺した影響として甘味が好まれている。フランコ政権下で生まれたモルト・コーヒーは、コンデンスミルクを入れて飲まれ続けられている。

### バレアレス諸島

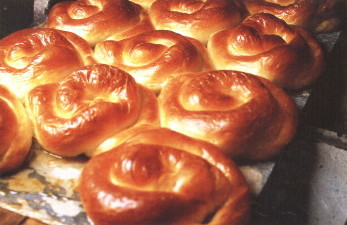
エンサイマーダ

マヨルカ島では黒豚の飼育が盛んであり、肉には甘味がある。自家製の太いソーセージであるソブラサーダ (Sobrasada)、ソブラサーダを使ったマヨルカ風卵焼き (Huevos a la mallorquina) が有名。エンサイマダ (Ensaimada) という渦巻形のパンにはラードが使われている。野菜スープとパンを何層にも重ねたマヨルカ風スープ (Sopa mallorquina) は温冷どちらの状態でも飲まれている。また、マヨルカはマヨネーズ発祥の地の一つとして考えられている。
メノルカ島はジン以外にチーズの生産地としても有名である。
また、バレアレス諸島ではウナギ入りのケーキ（パスティス・ドラ・デ・ペイス）が食べられている。

### ナバラ

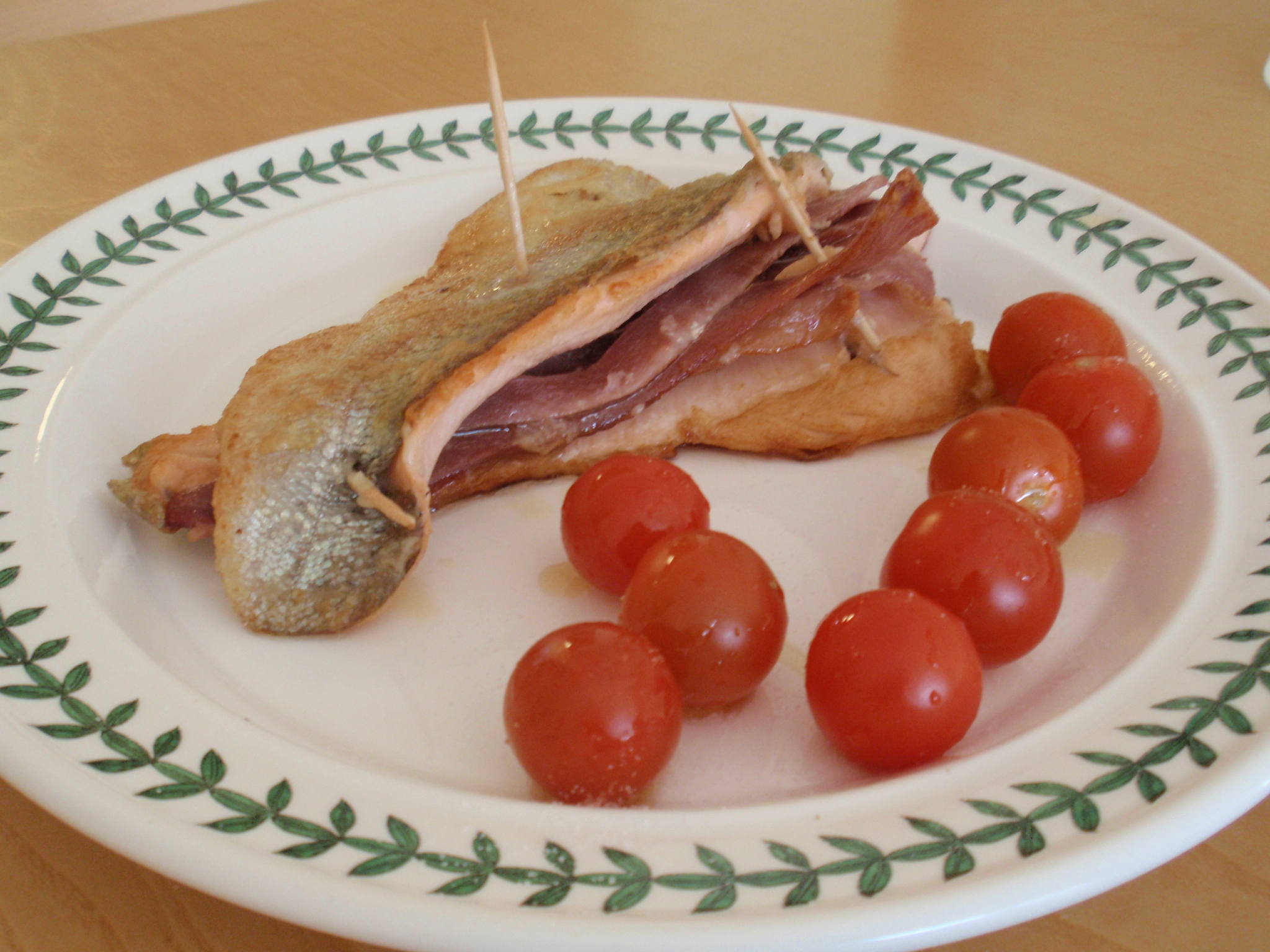
トゥルチャ・ア・ラ・ナバラ

ナバラは川魚料理で知られ、山麓で獲れた獣の肉を生かした北部、ローストで有名な中部、美味な野菜が採れる南部と、州の中に3つの異なる食文化が存在する。料理はフランス料理の影響を受けており、アラゴン料理とも類似している。
羊飼いの料理を起源とする名物のマス料理トゥルチャ・ア・ラ・ナバラ (Trucha a la navarra) は、カワマスの腹に薄切りのハモンを挟んで焼いた料理であり、欧米の高級レストランのメニューにも加えられている。もう一つの羊飼い由来の料理に、羊の肉にレモン汁を加えた炒め煮コチフリート (es:Cochifrito) がある。パンプローナのサン・フェルミン祭などではウサギ肉のパイが出される。
エブロ川流域ではトゥデラを中心として野菜の栽培が行われており、アスパラガスが特産品として知られている。
ピレネー山脈のロンカル渓谷では、渓谷に自生するハーブを使ったヤギのミルクのチーズであるロンカルが作られている。

### ラ・リオハ
ラ・リオハは世界的に知られたリオハ・ワインの産地であり、赤ワインと相性のいい肉料理や豆料理が作られる。この地域では料理にサルサ・ベルデ、チリンドロンなどのソースが添えられる。また、ラ・リオハは食用のカタツムリの飼育が盛んである。

### アラゴン
アラゴンの料理はイスラームの伝統を受け継いだ菓子と農民の間で培われた日常料理から成り立つ。肉は豚肉とその加工品が中心であり、魚料理の食材は川魚が多く、タニシ、カタツムリ、食用のカエルが食材にされることもある。
残り物のパンを利用した牧人の料理ミガスは、ソーセージやトマトなどと一緒に煮込んだ豪華なミガスに、あるいはミルクや砂糖を入れてデザートにしたミガスに派生した。
アラゴンの州都サラゴサは、チリンドロンソースで知られる。

### アンダルシア、アフリカの飛び地

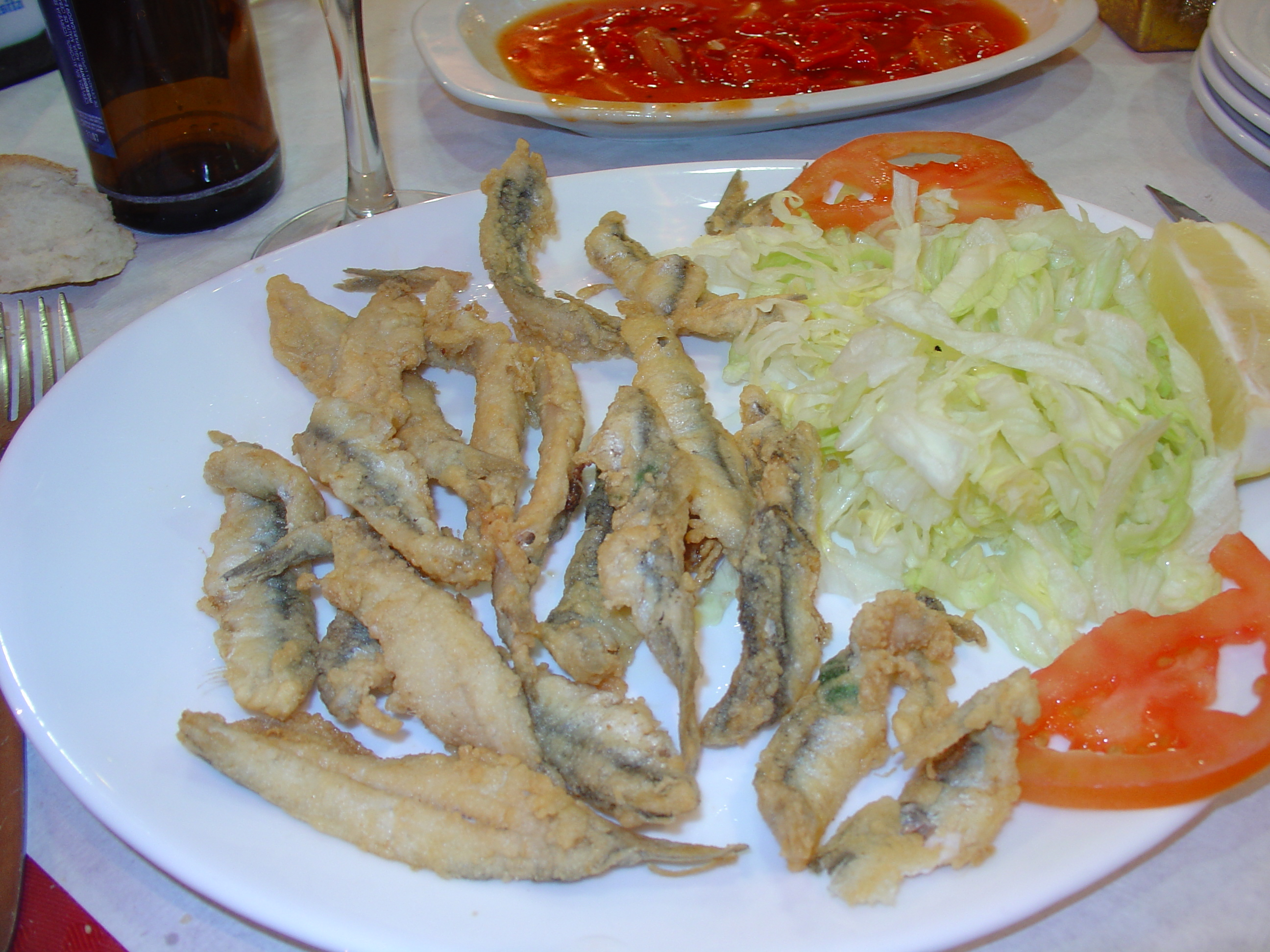
ペスカイート・フリート

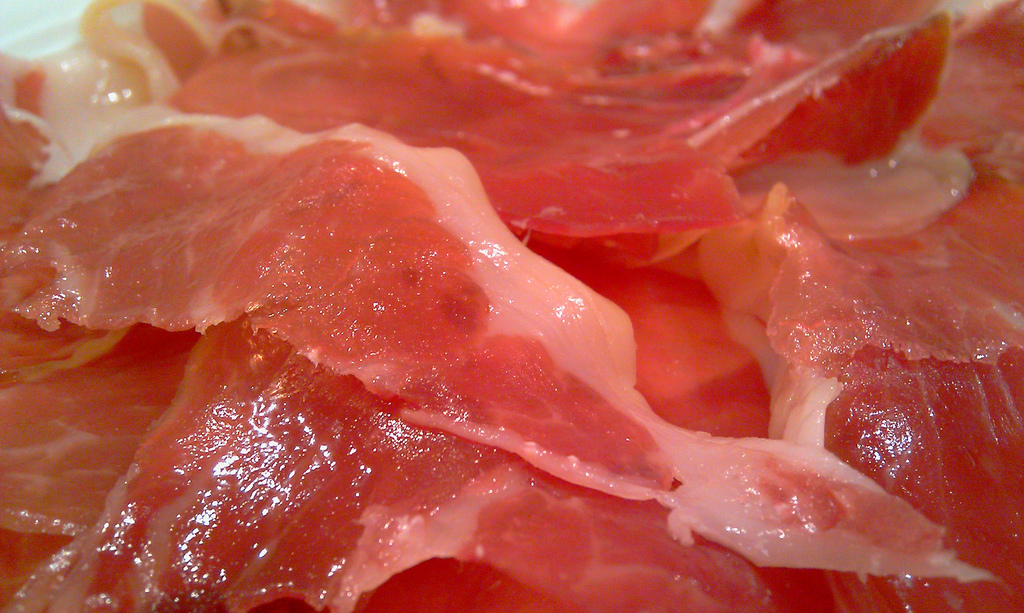
ハモン・イベリコ

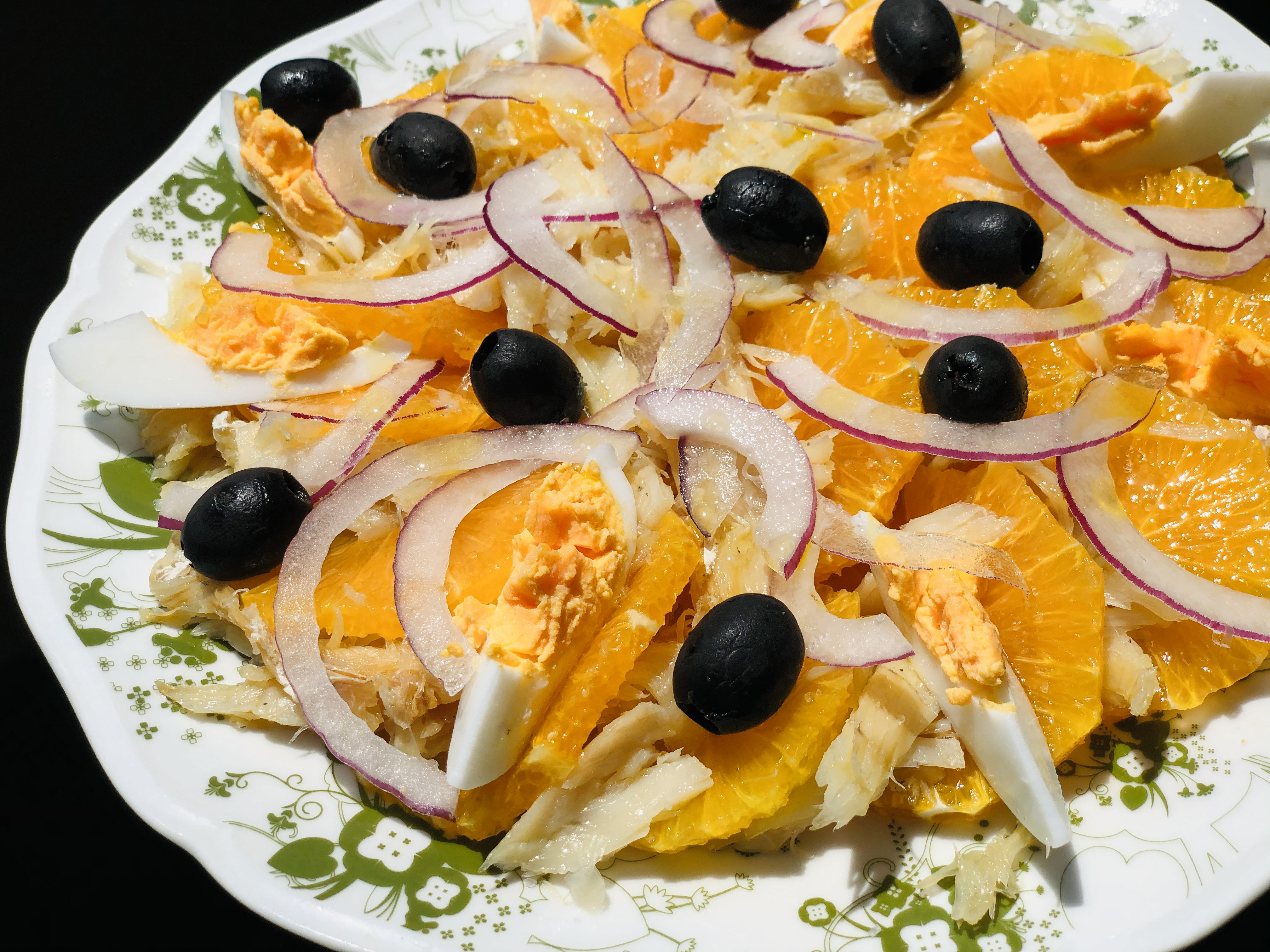
レモホン

アンダルシア州のセビリア、コルドバ、グラナダなどの都市はかつてイスラム教徒の支配下で繁栄し、中世には多くのユダヤ人が生活を営んでいた。そのため、キリスト教、イスラーム、ユダヤ3つの宗教がアンダルシアの食文化の根底にある。
アンダルシアの料理はあっさりした味付けに特徴がある。揚げ物料理が特色として挙げられ、地元で獲れた海産物の揚げ物ペスカイート・フリート (Pescaito frito) は皿に大盛りにして出される。他にはロブスター、生ガキ、焼いた川ガニなどが食べられている。アンダルシア地方はオリーブオイルの産地として有名であり、ハエン、バエサでは良質のオリーブが収穫される。オリーブオイルと小麦粉を使った料理として、ミガス・デ・アリーナがある。色鮮やかな食材と卵をオーブンで焼いたフラメンカエッグ 、羊の睾丸と脳を使ったジプシー料理サクロモンテ風トルティージャ (Tortilla al Sacromonte) が、アンダルシアの代表的な卵料理として知られる。
冷製スープガスパチョ (Gazpacho) は、地域によって異なるアレンジが加えられている。16世紀にセルバンテスによって書かれた小説『ドン・キホーテ』にもガスパチョの名前は登場するが、よく知られている冷製のトマトスープとは別物であると考えられており、どのような食べ物なのか諸説分かれている。
山間部の町では豚肉の加工品が多く売られ、ウエルバ県ハブーゴのハモン・イベリコ、グラナダ県トレベレスのハモン・セラーノは最高級の生ハムとされている。ウズラの肉はセビリアの名物として知られている。
アンダルシア地方ではオリエント風の菓子が好まれ、カトリックの修道院にはイスラームの伝統を受け継いだ製法が残る。代表的な菓子にはオリーブオイル、ゴマ、アニス酒で作るトルタス・デ・アセイテ、コルタドス・レジェノス・デ・シドゥラ（長方形のパンプキンパイ）、サン・レアンドロ修道院のイェマス・デ・サン・レアンドロ（鶏卵素麺）などが挙げられる。
アンダルシアはヘレス（シェリー酒）で有名であり、ブランデーの産地でもある。仔牛の腎臓をヘレスで煮込んだリニョネス・アル・ヘレス (Riñones al Jerez) が有名。
アフリカ大陸に存在するセウタ、メリリャなどの飛び地は、多くの入植者の出身地であるアンダルシアの食文化を継承している。周囲を取り囲むモロッコの食文化の影響を受けており、ケバブと類似したピンチョ・モルノ (Pincho moruno)、クスクス、野菜を細かく刻んだモロッコ風サラダが食べられている。煮込み料理には、モロッコ料理特有の調理器具であるタジン鍋が使われる。

### カナリア諸島

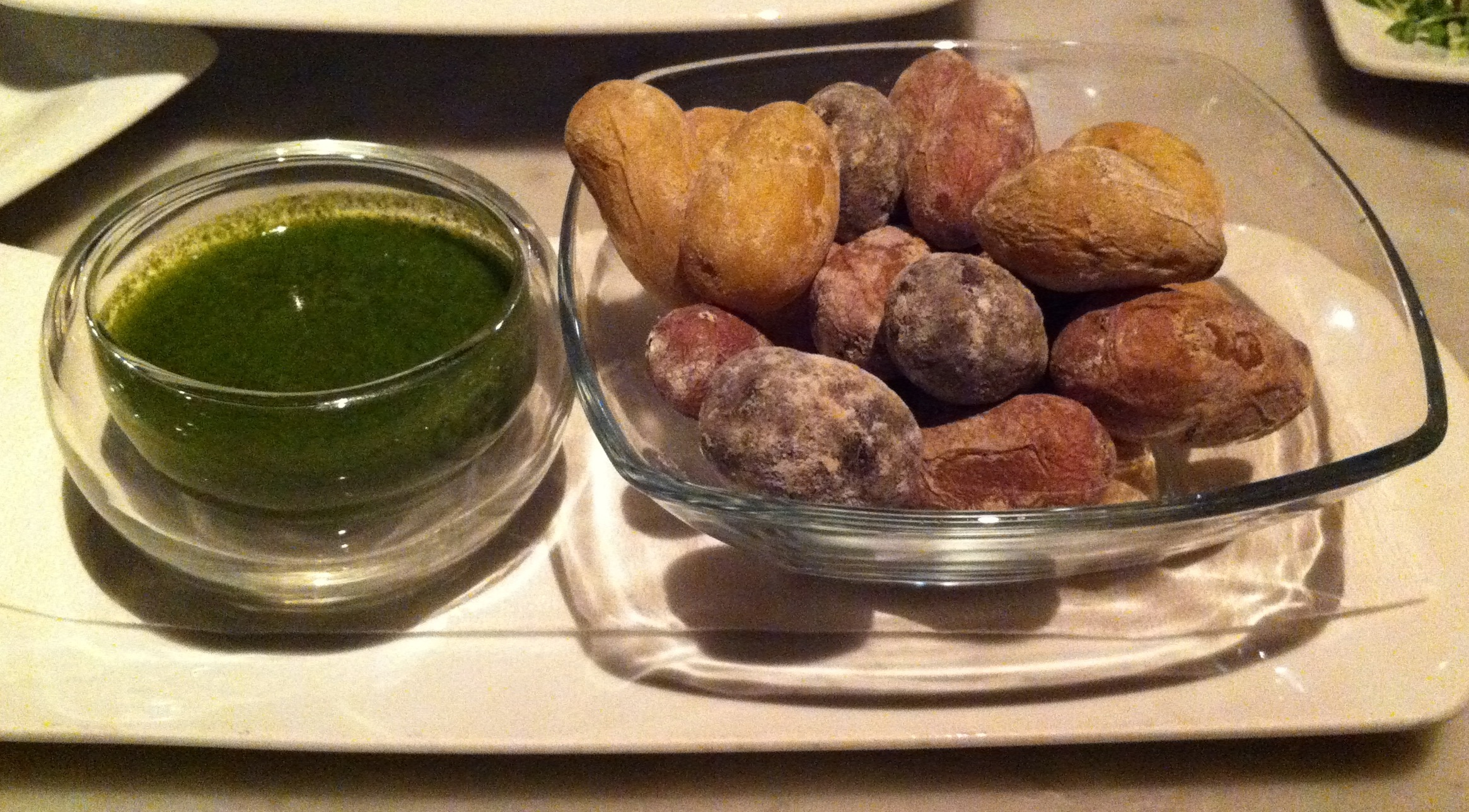
パパ・アルガーと緑のモホソース

カナリア諸島の料理には、先住民族であるグアンチェ族の食文化の影響が残る。また、スペインと新大陸の中継地点となっている立地のため、トウモロコシ、ジャガイモ、トマトなどの新大陸起源の食材が早い段階から料理に使われていた。
塩茹でにしたジャガイモを自然乾燥させたパパ・アルガー（パパス・アルガダス、Papas arrugadas）、穀類の粉であるゴフィオ (Gofio) がカナリア諸島の伝統的な料理、食材として挙げられる。パパ・アルガーや魚料理には、モホというソースが添えられる。
グラン・カナリア島で採取される微量のガスを含んだ天然水は、良質の飲み水として知られている。

## 主な料理の品目

### スープ
- ソパ・デ・アホ (sopa de ajo)
- ガスパチョ (gazpacho)
- サルモレッホ (salmorejo) - 完熟トマト・刻みニンニク・乾燥したフランスパン・オリーブオイルをミキサーにかけ、仕上げに塩・酢を加えたもの。

### 豚肉
- ハモン・セラーノ (jamón serrano)
- ハモン・イベリコ(jamon iberico)
- チョリソ (chorizo)

### 肉料理
- セゴビア風仔豚の丸焼き (cochinillo asado a la segoviana)
- ピンチョ・モルノ（串焼き）(pincho moruno)

### 有名な料理
- トルティージャ (tortilla)
- パエリア (paella)
- レンズ豆の煮込み (lentejas)
- コシード (cocido madrileño)
- スペイン風サンドイッチ (bocadillo)
- アヒージョ(ajillo)

### シーフード
- イカの墨煮 (calamares en su tinta)
- タコのマリネ (pulpo a la vinagreta)
- タコのガリシア風 (pulpo a la gallega)
- エビのにんにく炒め (gambas al ajillo)
- いわしのフライ (Boquerones fritos)
- いわしの酢漬け (Boquerones en vinagre)
- ピントゥス

### 野菜
- マッシュルームセゴビア風 (champiñones a la segoviana)
- ポテトサラダ (ensaladilla rusa)
- ほうれん草のカタルーニャ風 (espinacas catalanas)

### 菓子類
- トリハス - スペイン風フレンチトースト - (torrijas)
- アロス・コン・レーチェ - お米のプディング - (Arroz con leche)
- クレマカタラーナ (crema catalana)
- チューロス (churros)
- トゥロン (turrón)
- タルタ・デ・サンティアゴ (tarta de Santiago)

### 飲み物
- サングリア (sangría)
- ワイン (vino)
- シェリー (jerez)

### 新しい料理
- エスプーマ